# MTS Chrzanów
Unimetal Recycling MTS Chrzanów – polski klub piłki ręcznej z siedzibą w Chrzanowie, założony w 1996, obecnie występujący w I lidze. Klub nawiązuje do tradycji – rozwiązanego pod koniec lat 60. XX wieku – MKS Chrzanów (mistrza Polski z 1959, który dał podwaliny sekcji piłki ręcznej Towarzystwa Sportowego „Fablok”). Po likwidacji TS „Fablok” w 1996, MTS Chrzanów występuje pod tą nazwą, jako samodzielny klub piłki ręcznej. Znanym zawodnikiem tego klubu jest Adam Babicz – grający w SPR Chrobry Głogów. Po długiej przygodzie w I lidze, w sezonie 2011/2012 zespół spadł do II Ligi, w której spędził dwa sezony. W sezonie 2014/2015 MTS Chrzanów powrócił do I ligi.

## Hala
Hala Widowiskowo-Sportowa należy do Miejskiego Ośrodka Kultury, Sportu i Rekreacji. Od wielu lat odbywają się tu imprezy o randze lokalnej, krajowej i międzynarodowej. Codziennie w godzinach przedpołudniowych korzystają; z niej uczniowie szkół podstawowych oraz gimnazjalnych. W godzinach popołudniowych w hali trenują zawodnicy chrzanowskich klubów sportowych. We wszystkie soboty i niedziele rozgrywane są mecze w ramach rozgrywek ligowych, organizowane turnieje oraz inne imprezy sportowe. Na terenie hali znajduje się również siłownia oraz sklep z artykułami sportowymi.
- Adres: Chrzanów ul. Kusocińskiego 2
- Pojemność: 589 miejsc
- Bilety: ulgowy: 5zł, normalny: 7zł, karnet: 100zł (dwie rundy)
- Hala – Panorama placu gry

## Najwięcej strzelonych bramek w barwach Unimetal Recycling MTS Chrzanów
Stan na 1 września 2023
| Lp. | Zawodnik              | M   | Br   | U   | 2m  | D  | Śr  |
| --- | --------------------- | --- | ---- | --- | --- | -- | --- |
| 1   | Skoczylas Marcin      | 401 | 1976 | 94  | 140 | 3  | 4,9 |
| 2   | Adam Kruczek          | 271 | 1359 | 60  | 113 | 5  | 5,0 |
| 3   | Bugajski Rafał        | 253 | 903  | 66  | 146 | 11 | 3,6 |
| 4   | Rokita Paweł          | 250 | 741  | 44  | 66  | 1  | 3,0 |
| 5   | Kirsz Kamil           | 173 | 586  | 50  | 153 | 7  | 3,4 |
| 6   | Jacek Ryszard         | 125 | 567  | 32  | 74  | 1  | 4,5 |
| 7   | Skoczylas Dawid       | 196 | 535  | 20  | 43  | 0  | 2,7 |
| 8   | Zduń Wiesław          | 215 | 500  | 113 | 161 | 4  | 2,3 |
| 9   | Kozłowski Grzegorz    | 171 | 493  | 44  | 92  | 1  | 2,9 |
| 10  | Rola Patryk           | 143 | 445  | 37  | 61  | 1  | 3,1 |
| 11  | Cupisz Tomasz         | 98  | 379  | 42  | 67  | 0  | 3,9 |
| 12  | Hardzina Bartosz      | 71  | 316  | 12  | 41  | 1  | 4,5 |
| 13  | Stroński Paweł        | 212 | 309  | 36  | 105 | 0  | 1,5 |
| 14  | Wierzbic Przemysław   | 132 | 288  | 30  | 30  | 0  | 2,2 |
| 15  | Orlicki Jan           | 134 | 262  | 26  | 21  | 2  | 2,0 |
| 16  | Zacharski Tomasz      | 61  | 261  | 6   | 14  | 0  | 4,3 |
| 17  | Madeja Patryk         | 157 | 259  | 24  | 24  | 0  | 1,6 |
| 18  | Sieczka Maciej        | 93  | 240  | 30  | 63  | 2  | 2,6 |
| 19  | Węgrzyn Kacper        | 107 | 236  | 2   | 5   | 0  | 2,2 |
| 20  | Odynokow Paweł        | 102 | 196  | 62  | 124 | 7  | 1,9 |
| 21  | Bobowski Adam         | 62  | 193  | 6   | 14  | 0  | 3,1 |
| 22  | Romian Jakub          | 59  | 183  | 26  | 28  | 0  | 3,1 |
| 23  | Żydzik Wojciech       | 84  | 181  | 17  | 24  | 0  | 2,2 |
| 24  | Wróbel Tomasz         | 29  | 176  | 14  | 17  | 0  | 6,1 |
| 25  | Bednarczyk Michał     | 68  | 172  | 15  | 27  | 0  | 2,5 |
| 26  | Owczarek Paweł        | 58  | 168  | 19  | 22  | 0  | 2,9 |
| 27  | Szlinger Łukasz       | 32  | 157  | 17  | 27  | 1  | 4,9 |
| 28  | Put Karol             | 60  | 150  | 25  | 26  | 0  | 2,5 |
| 29  | Babicz Adam           | 51  | 145  | 16  | 27  | 1  | 2,8 |
| 30  | Charuza Tomasz        | 46  | 137  | 6   | 10  | 1  | 3,0 |
| 31  | Bogacz Jakub          | 64  | 129  | 5   | 21  | 0  | 2,0 |
| 32  | Kobiela Łukasz        | 112 | 127  | 8   | 12  | 2  | 1,1 |
| 33  | Pytlik Daniel         | 105 | 115  | 32  | 92  | 3  | 1,1 |
| 34  | Malinowski Stanisław  | 23  | 113  | 0   | 6   | 0  | 4,9 |
| 35  | Gasin Michał          | 47  | 110  | 6   | 14  | 0  | 2,3 |
| 36  | Nowak Mateusz         | 42  | 102  | 2   | 27  | 2  | 2,4 |
| 37  | Skoczylas Bartosz     | 50  | 101  | 0   | 9   | 0  | 2,0 |
| 38  | Wodarski Adam         | 56  | 99   | 18  | 37  | 0  | 1,8 |
| 39  | Zajdel Dariusz        | 108 | 91   | 13  | 35  | 0  | 0,8 |
| 40  | Hardzina Marcin       | 39  | 86   | 2   | 13  | 1  | 2,2 |
| 41  | Miodoński Ryszard     | 20  | 75   | 2   | 1   | 0  | 3,8 |
| 42  | Ciołkosz Radosław     | 37  | 74   | 11  | 23  | 0  | 2,0 |
| 43  | Łącki Arkadiusz       | 56  | 74   | 5   | 19  | 1  | 1,3 |
| 44  | Kurełek Krzysztof     | 21  | 73   | 11  | 11  | 0  | 3,5 |
| 45  | Majcherczyk Maciej    | 43  | 71   | 4   | 10  | 0  | 1,7 |
| 46  | Klimek Krzysztof      | 33  | 65   | 17  | 23  | 0  | 2,0 |
| 47  | Wadowski Filip        | 19  | 62   | 5   | 9   | 0  | 3,3 |
| 48  | Kowal Tomasz          | 55  | 61   | 5   | 19  | 1  | 1,1 |
| 49  | Mucha Michał          | 31  | 55   | 1   | 9   | 0  | 1,8 |
| 50  | Chmielewski Dariusz   | 26  | 54   | 13  | 22  | 0  | 2,1 |
| 51  | Olszewik Michał       | 57  | 54   | 13  | 29  | 0  | 0,9 |
| 52  | Kawala Konrad         | 22  | 50   | 1   | 5   | 0  | 2,3 |
| 53  | Łuczyński Konrad      | 14  | 48   | 2   | 3   | 0  | 3,4 |
| 54  | Klementowicz Wojciech | 19  | 47   | 6   | 7   | 0  | 2,5 |
| 55  | Rusin Jakub           | 32  | 46   | 0   | 10  | 1  | 1,4 |
| 56  | Fidyt Jakub           | 18  | 45   | 0   | 1   | 0  | 2,5 |
| 57  | Piekarczyk Łukasz     | 68  | 45   | 6   | 24  | 0  | 0,7 |
| 58  | Danysz Adrian         | 66  | 43   | 10  | 9   | 0  | 0,9 |
| 59  | Dobrzański Michał     | 40  | 42   | 2   | 20  | 2  | 1,1 |
| 60  | Cieślik Mateusz       | 21  | 41   | 1   | 11  | 0  | 2,0 |
| 61  | Wróbel Łukasz         | 21  | 40   | 12  | 16  | 0  | 1,9 |
| 62  | Zubik Mateusz         | 40  | 36   | 3   | 10  | 0  | 0,9 |
| 63  | Przybyła Tomasz       | 20  | 32   | 10  | 13  | 0  | 1,6 |
| 64  | Górkowski Marcin      | 223 | 32   | 1   | 4   | 0  | 0,1 |
| 65  | Danysz Sebastian      | 14  | 30   | 8   | 6   | 0  | 2,1 |
| 66  | Krasucki Mateusz      | 50  | 29   | 3   | 2   | 0  | 0,6 |
| 67  | Kąpa Lesław           | 10  | 28   | 4   | 9   | 0  | 2,8 |
| 68  | Budziosz Wiktor       | 24  | 28   | 1   | 0   | 0  | 1,2 |
| 69  | Chmielewski Filip     | 10  | 26   | 0   | 0   | 0  | 2,6 |
| 70  | Mirek Jacek           | 10  | 26   | 5   | 12  | 1  | 2,6 |
| 71  | Giza Daniel           | 17  | 26   | 0   | 14  | 1  | 1,5 |
| 72  | Dęsoł Michał          | 33  | 24   | 1   | 2   | 0  | 0,7 |
| 73  | Cieniek Kamil         | 21  | 22   | 2   | 3   | 0  | 1,0 |
| 74  | Książek Jakub         | 26  | 22   | 3   | 4   | 0  | 0,8 |
| 75  | Marszycki Filip       | 39  | 22   | 5   | 18  | 0  | 0,6 |
| 76  | Orłow Michał          | 22  | 19   | 3   | 5   | 0  | 0,9 |
| 77  | Podsiadło Damian      | 44  | 17   | 3   | 13  | 0  | 0,4 |
| 78  | Waligóra Miłosz       | 20  | 16   | 7   | 21  | 0  | 0,8 |
| 79  | Franczak Paweł        | 23  | 16   | 0   | 3   | 0  | 0,7 |
| 80  | Wilczak Krystian      | 6   | 12   | 0   | 1   | 0  | 2,0 |
| 81  | Uraz Mateusz          | 45  | 10   | 9   | 22  | 1  | 0,2 |
| 82  | Bromboszcz Zbigniew   | 7   | 9    | 0   | 1   | 0  | 1,3 |
| 83  | Biłko Paweł           | 20  | 9    | 1   | 3   | 0  | 0,5 |
| 84  | Jarząbek Oktawiusz    | 8   | 8    | 1   | 2   | 0  | 1,0 |
| 85  | Marchliński Marcin    | 8   | 8    | 0   | 3   | 0  | 1,0 |
| 86  | Janus Adam            | 5   | 7    | 4   | 6   | 0  | 1,4 |
| 87  | Słowikowski Mateusz   | 15  | 7    | 0   | 3   | 0  | 0,5 |
| 88  | Wójcik Filip          | 7   | 6    | 0   | 0   | 0  | 0,9 |
| 89  | Dęsoł Dawid           | 11  | 6    | 0   | 1   | 0  | 0,5 |
| 90  | Dudek Łukasz          | 17  | 6    | 0   | 0   | 0  | 0,4 |
| 91  | Rosocki Mariusz       | 17  | 6    | 1   | 6   | 0  | 0,4 |
| 92  | Studziński Krzysztof  | 31  | 6    | 1   | 8   | 0  | 0,2 |
| 93  | Biłko Krystian        | 39  | 6    | 0   | 8   | 0  | 0,2 |
| 94  | Kowal Daniel          | 4   | 5    | 0   | 0   | 0  | 1,3 |
| 95  | Ostrowski Marcin      | 12  | 5    | 1   | 0   | 0  | 0,4 |
| 96  | Pasierb Maksymillian  | 17  | 5    | 1   | 4   | 0  | 0,3 |
| 97  | Garliński Dawid       | 17  | 5    | 0   | 1   | 0  | 0,3 |
| 98  | Adach Piotr           | 5   | 4    | 0   | 0   | 0  | 0,8 |
| 99  | Skręt David           | 11  | 4    | 3   | 3   | 0  | 0,4 |
| 100 | Żelezik Karol         | 11  | 4    | 1   | 7   | 0  | 0,4 |
| 101 | Knapik Mariusz        | 13  | 4    | 1   | 1   | 0  | 0,3 |
| 102 | Trawnicki Mateusz     | 6   | 3    | 0   | 0   | 0  | 0,5 |
| 103 | Kosowski Robert       | 15  | 3    | 2   | 4   | 0  | 0,2 |
| 104 | Plaszczak Patryk      | 46  | 3    | 0   | 1   | 0  | 0,1 |
| 105 | Jędrzejczyk Rafał     | 5   | 2    | 0   | 0   | 0  | 0,4 |
| 106 | Wysowski Paweł        | 5   | 2    | 0   | 1   | 0  | 0,4 |
| 107 | Franczak Maciej       | 6   | 2    | 0   | 0   | 0  | 0,3 |
| 108 | Celi Mariusz          | 3   | 1    | 0   | 0   | 0  | 0,3 |
| 109 | Witkowski Marcin      | 3   | 1    | 0   | 0   | 0  | 0,3 |
| 110 | Dziubiński Kamil      | 4   | 1    | 0   | 2   | 0  | 0,3 |
| 111 | Rolewicz Patryk       | 6   | 1    | 0   | 0   | 0  | 0,2 |
| 112 | Zajączkowski Paweł    | 15  | 1    | 2   | 13  | 1  | 0,1 |
| 113 | Jasic Paweł           | 64  | 1    | 0   | 1   | 0  | 0,0 |
| 114 | Gil Konrad            | 78  | 1    | 1   | 0   | 0  | 0,0 |
| 115 | Baliś Tomasz          | 161 | 1    | 2   | 5   | 1  | 0,0 |
| 116 | Rokita Piotr          | 234 | 1    | 1   | 3   | 0  | 0,0 |
| 117 | Wiatr Michał          | 78  | 0    | 0   | 2   | 0  | 0,0 |
| 118 | Walas Zbigniew        | 48  | 0    | 0   | 0   | 0  | 0,0 |
| 119 | Góralczyk Piotr       | 47  | 0    | 0   | 4   | 0  | 0,0 |
| 120 | Weihonig Andrzej      | 29  | 0    | 0   | 0   | 0  | 0,0 |
| 121 | Małodobry Grzegorz    | 27  | 0    | 0   | 0   | 0  | 0,0 |
| 122 | Gajewski Bartosz      | 26  | 0    | 0   | 0   | 0  | 0,0 |
| 123 | Dudek Jakub           | 25  | 0    | 0   | 0   | 0  | 0,0 |
| 124 | Smaciarz Sławomir     | 23  | 0    | 0   | 0   | 0  | 0,0 |
| 125 | Borecki Łukasz        | 21  | 0    | 2   | 0   | 0  | 0,0 |
| 126 | Białecki Maciej       | 20  | 0    | 0   | 0   | 0  | 0,0 |
| 127 | Malczewski Stanisław  | 20  | 0    | 1   | 0   | 0  | 0,0 |
| 128 | Czak Paweł            | 11  | 0    | 0   | 2   | 0  | 0,0 |
| 129 | Biel Radosław         | 5   | 0    | 0   | 1   | 0  | 0,0 |
| 130 | Bigaj Szymon          | 5   | 0    | 0   | 2   | 0  | 0,0 |
| 131 | Gaj Łukasz            | 5   | 0    | 0   | 3   | 0  | 0,0 |
| 132 | Janiak Piotr          | 5   | 0    | 0   | 0   | 0  | 0,0 |
| 133 | Gajewski Jakub        | 3   | 0    | 0   | 0   | 0  | 0,0 |
| 134 | Liszka Witold         | 3   | 0    | 0   | 0   | 0  | 0,0 |
| 135 | Figura Grzegorz       | 1   | 0    | 0   | 0   | 0  | 0,0 |
| 136 | Jarosz Bartłomiej     | 1   | 0    | 0   | 0   | 0  | 0,0 |
| 137 | Pawłowski Rafał       | 1   | 0    | 0   | 0   | 0  | 0,0 |

## Klasyfikacja strzelców w sezonach 1999–2023
| Klasyfikacja strzelców w sezonie 2022/2023 | Klasyfikacja strzelców w sezonie 2022/2023 | Klasyfikacja strzelców w sezonie 2022/2023 | Klasyfikacja strzelców w sezonie 2022/2023 | Klasyfikacja strzelców w sezonie 2022/2023 | Klasyfikacja strzelców w sezonie 2022/2023 | Klasyfikacja strzelców w sezonie 2022/2023 | Klasyfikacja strzelców w sezonie 2022/2023 |
| Lp.                                        | Zawodnik                                   | M                                          | Br                                         | U                                          | 2m                                         | D                                          | Śr                                         |
| ------------------------------------------ | ------------------------------------------ | ------------------------------------------ | ------------------------------------------ | ------------------------------------------ | ------------------------------------------ | ------------------------------------------ | ------------------------------------------ |
| 1                                          | Hardzina Bartosz                           | 20                                         | 141                                        | 4                                          | 12                                         | 0                                          | 7,1                                        |
| 2                                          | Malinowski Stanisław                       | 23                                         | 113                                        | 0                                          | 6                                          | 0                                          | 4,9                                        |
| 3                                          | Skoczylas Dawid                            | 22                                         | 72                                         | 0                                          | 5                                          | 0                                          | 3,3                                        |
| 4                                          | Sieczka Maciej                             | 22                                         | 66                                         | 0                                          | 3                                          | 1                                          | 3,0                                        |
| 5                                          | Węgrzyn Kacper                             | 22                                         | 56                                         | 1                                          | 2                                          | 0                                          | 2,5                                        |
| 6                                          | Skoczylas Bartosz                          | 21                                         | 50                                         | 0                                          | 4                                          | 0                                          | 2,4                                        |
| 7                                          | Hardzina Marcin                            | 18                                         | 47                                         | 2                                          | 8                                          | 0                                          | 2,6                                        |
| 8                                          | Cieślik Mateusz                            | 21                                         | 41                                         | 1                                          | 11                                         | 0                                          | 2,0                                        |
| 9                                          | Nowak Mateusz                              | 21                                         | 41                                         | 1                                          | 12                                         | 0                                          | 2,0                                        |
| 10                                         | Chmielewski Filip                          | 10                                         | 26                                         | 0                                          | 0                                          | 0                                          | 2,6                                        |
| 11                                         | Rusin Jakub                                | 22                                         | 26                                         | 0                                          | 4                                          | 1                                          | 1,2                                        |
| 12                                         | Cieniek Kamil                              | 21                                         | 22                                         | 2                                          | 3                                          | 0                                          | 1,0                                        |
| 13                                         | Skoczylas Marcin                           | 23                                         | 21                                         | 0                                          | 7                                          | 0                                          | 0,9                                        |
| 14                                         | Dobrzański Michał                          | 19                                         | 12                                         | 0                                          | 9                                          | 1                                          | 0,6                                        |
| 15                                         | Górkowski Marcin                           | 22                                         | 10                                         | 0                                          | 0                                          | 0                                          | 0,5                                        |
| 16                                         | Franczak Paweł                             | 9                                          | 8                                          | 0                                          | 1                                          | 0                                          | 0,9                                        |
| 17                                         | Plaszczak Patryk                           | 14                                         | 1                                          | 0                                          | 0                                          | 0                                          | 0,1                                        |
| 18                                         | Smaciarz Sławomir                          | 14                                         | 0                                          | 0                                          | 0                                          | 0                                          | 0,0                                        |
| 19                                         | Wójcik Filip                               | 1                                          | 0                                          | 0                                          | 0                                          | 0                                          | 0,0                                        |

| Klasyfikacja strzelców w sezonie 2021/2022 | Klasyfikacja strzelców w sezonie 2021/2022 | Klasyfikacja strzelców w sezonie 2021/2022 | Klasyfikacja strzelców w sezonie 2021/2022 | Klasyfikacja strzelców w sezonie 2021/2022 | Klasyfikacja strzelców w sezonie 2021/2022 | Klasyfikacja strzelców w sezonie 2021/2022 | Klasyfikacja strzelców w sezonie 2021/2022 |
| Lp.                                        | Zawodnik                                   | M                                          | Br                                         | U                                          | 2m                                         | D                                          | Śr                                         |
| ------------------------------------------ | ------------------------------------------ | ------------------------------------------ | ------------------------------------------ | ------------------------------------------ | ------------------------------------------ | ------------------------------------------ | ------------------------------------------ |
| 1                                          | Hardzina Bartosz                           | 20                                         | 100                                        | 4                                          | 16                                         | 0                                          | 5,0                                        |
| 2                                          | Sieczka Maciej                             | 20                                         | 94                                         | 4                                          | 10                                         | 0                                          | 4,7                                        |
| 3                                          | Skoczylas Marcin                           | 18                                         | 64                                         | 0                                          | 5                                          | 0                                          | 3,5                                        |
| 4                                          | Węgrzyn Kacper                             | 22                                         | 62                                         | 1                                          | 2                                          | 0                                          | 2,8                                        |
| 5                                          | Nowak Mateusz                              | 21                                         | 61                                         | 2                                          | 14                                         | 0                                          | 2,9                                        |
| 6                                          | Skoczylas Bartosz                          | 21                                         | 45                                         | 0                                          | 4                                          | 0                                          | 2,1                                        |
| 7                                          | Kirsz Kamil                                | 16                                         | 41                                         | 1                                          | 9                                          | 0                                          | 2,6                                        |
| 8                                          | Skoczylas Dawid                            | 16                                         | 40                                         | 0                                          | 3                                          | 0                                          | 2,5                                        |
| 9                                          | Hardzina Marcin                            | 18                                         | 37                                         | 0                                          | 4                                          | 1                                          | 2,0                                        |
| 10                                         | Dobrzański Michał                          | 21                                         | 30                                         | 2                                          | 11                                         | 1                                          | 1,4                                        |
| 11                                         | Rusin Jakub                                | 10                                         | 20                                         | 0                                          | 6                                          | 0                                          | 2,0                                        |
| 12                                         | Madeja Patryk                              | 8                                          | 13                                         | 0                                          | 4                                          | 0                                          | 2,2                                        |
| 13                                         | Górkowski Marcin                           | 22                                         | 9                                          | 0                                          | 1                                          | 0                                          | 0,4                                        |
| 14                                         | Franczak Paweł                             | 14                                         | 8                                          | 0                                          | 2                                          | 0                                          | 0,6                                        |
| 15                                         | Słowikowski Mateusz                        | 15                                         | 7                                          | 0                                          | 4                                          | 0                                          | 0,5                                        |
| 16                                         | Wójcik Filip                               | 6                                          | 6                                          | 0                                          | 0                                          | 0                                          | 1,0                                        |
| 17                                         | Trawnicki Mateusz                          | 6                                          | 3                                          | 0                                          | 0                                          | 0                                          | 0,5                                        |
| 18                                         | Plaszczak Patryk                           | 15                                         | 2                                          | 0                                          | 1                                          | 0                                          | 0,1                                        |
| 19                                         | Smaciarz Sławomir                          | 9                                          | 0                                          | 0                                          | 0                                          | 0                                          | 0,0                                        |

| Klasyfikacja strzelców w sezonie 2020/2021 | Klasyfikacja strzelców w sezonie 2020/2021 | Klasyfikacja strzelców w sezonie 2020/2021 | Klasyfikacja strzelców w sezonie 2020/2021 | Klasyfikacja strzelców w sezonie 2020/2021 | Klasyfikacja strzelców w sezonie 2020/2021 | Klasyfikacja strzelców w sezonie 2020/2021 | Klasyfikacja strzelców w sezonie 2020/2021 |
| Lp.                                        | Zawodnik                                   | M                                          | Br                                         | U                                          | 2m                                         | D                                          | Śr                                         |
| ------------------------------------------ | ------------------------------------------ | ------------------------------------------ | ------------------------------------------ | ------------------------------------------ | ------------------------------------------ | ------------------------------------------ | ------------------------------------------ |
| 1                                          | Skoczylas Marcin                           | 20                                         | 65                                         | 5                                          | 4                                          | 0                                          | 3,3                                        |
| 2                                          | Wierzbic Przemysław                        | 20                                         | 62                                         | 8                                          | 5                                          | 0                                          | 3,1                                        |
| 3                                          | Wadowski Filip                             | 19                                         | 62                                         | 5                                          | 9                                          | 0                                          | 3,3                                        |
| 4                                          | Węgrzyn Kacper                             | 20                                         | 55                                         | 0                                          | 0                                          | 0                                          | 2,8                                        |
| 5                                          | Hardzina Bartosz                           | 18                                         | 54                                         | 3                                          | 8                                          | 1                                          | 3,0                                        |
| 6                                          | Skoczylas Dawid                            | 17                                         | 50                                         | 1                                          | 4                                          | 0                                          | 2,9                                        |
| 7                                          | Madeja Patryk                              | 18                                         | 28                                         | 5                                          | 5                                          | 0                                          | 1,6                                        |
| 8                                          | Kowal Tomasz                               | 18                                         | 22                                         | 1                                          | 9                                          | 1                                          | 1,2                                        |
| 9                                          | Orlicki Jan                                | 13                                         | 21                                         | 3                                          | 3                                          | 0                                          | 1,6                                        |
| 10                                         | Rola Patryk                                | 12                                         | 20                                         | 2                                          | 6                                          | 0                                          | 1,7                                        |
| 11                                         | Kirsz Kamil                                | 8                                          | 15                                         | 0                                          | 8                                          | 1                                          | 1,9                                        |
| 12                                         | Stroński Paweł                             | 15                                         | 9                                          | 2                                          | 12                                         | 0                                          | 0,6                                        |
| 13                                         | Skoczylas Bartosz                          | 8                                          | 6                                          | 0                                          | 1                                          | 0                                          | 0,8                                        |
| 14                                         | Krasucki Mateusz                           | 6                                          | 6                                          | 1                                          | 1                                          | 0                                          | 1,0                                        |
| 15                                         | Pasierb Maksymillian                       | 17                                         | 5                                          | 1                                          | 4                                          | 0                                          | 0,3                                        |
| 16                                         | Górkowski Marcin                           | 18                                         | 2                                          | 0                                          | 0                                          | 0                                          | 0,1                                        |
| 17                                         | Hardzina Marcin                            | 3                                          | 2                                          | 0                                          | 1                                          | 0                                          | 0,7                                        |
| 18                                         | Olszewik Michał                            | 3                                          | 1                                          | 0                                          | 0                                          | 0                                          | 0,3                                        |
| 19                                         | Witkowski Marcin                           | 3                                          | 1                                          | 0                                          | 0                                          | 0                                          | 0,3                                        |
| 20                                         | Plaszczak Patryk                           | 17                                         | 0                                          | 0                                          | 0                                          | 0                                          | 0,0                                        |
| 21                                         | Małodobry Grzegorz                         | 4                                          | 0                                          | 0                                          | 0                                          | 0                                          | 0,0                                        |

| Klasyfikacja strzelców w sezonie 2019/2020 | Klasyfikacja strzelców w sezonie 2019/2020 | Klasyfikacja strzelców w sezonie 2019/2020 | Klasyfikacja strzelców w sezonie 2019/2020 | Klasyfikacja strzelców w sezonie 2019/2020 | Klasyfikacja strzelców w sezonie 2019/2020 | Klasyfikacja strzelców w sezonie 2019/2020 | Klasyfikacja strzelców w sezonie 2019/2020 |
| Lp.                                        | Zawodnik                                   | M                                          | Br                                         | U                                          | 2m                                         | D                                          | Śr                                         |
| ------------------------------------------ | ------------------------------------------ | ------------------------------------------ | ------------------------------------------ | ------------------------------------------ | ------------------------------------------ | ------------------------------------------ | ------------------------------------------ |
| 1                                          | Rola Patryk                                | 12                                         | 54                                         | 4                                          | 3                                          | 0                                          | 4,5                                        |
| 2                                          | Łuczyński Konrad                           | 14                                         | 48                                         | 2                                          | 3                                          | 0                                          | 3,4                                        |
| 3                                          | Romian Jakub                               | 15                                         | 44                                         | 4                                          | 10                                         | 0                                          | 2,9                                        |
| 4                                          | Skoczylas Dawid                            | 15                                         | 41                                         | 2                                          | 2                                          | 0                                          | 2,7                                        |
| 5                                          | Skoczylas Marcin                           | 12                                         | 37                                         | 2                                          | 5                                          | 0                                          | 3,1                                        |
| 6                                          | Put Karol                                  | 14                                         | 34                                         | 4                                          | 2                                          | 0                                          | 2,4                                        |
| 7                                          | Danysz Sebastian                           | 14                                         | 30                                         | 8                                          | 6                                          | 0                                          | 2,1                                        |
| 8                                          | Węgrzyn Kacper                             | 13                                         | 28                                         | 0                                          | 0                                          | 0                                          | 2,2                                        |
| 9                                          | Danysz Adrian                              | 14                                         | 25                                         | 5                                          | 5                                          | 0                                          | 1,8                                        |
| 10                                         | Stroński Paweł                             | 14                                         | 23                                         | 4                                          | 7                                          | 0                                          | 1,6                                        |
| 11                                         | Madeja Patryk                              | 15                                         | 19                                         | 2                                          | 0                                          | 0                                          | 1,3                                        |
| 12                                         | Wierzbic Przemysław                        | 4                                          | 14                                         | 2                                          | 0                                          | 0                                          | 3,5                                        |
| 13                                         | Orlicki Jan                                | 15                                         | 11                                         | 0                                          | 2                                          | 0                                          | 0,7                                        |
| 14                                         | Krasucki Mateusz                           | 11                                         | 7                                          | 1                                          | 0                                          | 0                                          | 0,6                                        |
| 15                                         | Górkowski Marcin                           | 15                                         | 1                                          | 0                                          | 0                                          | 0                                          | 0,1                                        |
| 16                                         | Olszewik Michał                            | 8                                          | 1                                          | 0                                          | 1                                          | 0                                          | 0,1                                        |
| 17                                         | Rolewicz Patryk                            | 6                                          | 1                                          | 0                                          | 0                                          | 0                                          | 0,2                                        |
| 18                                         | Małodobry Grzegorz                         | 7                                          | 0                                          | 0                                          | 0                                          | 0                                          | 0,0                                        |
| 19                                         | Dudek Łukasz                               | 4                                          | 0                                          | 0                                          | 0                                          | 0                                          | 0,0                                        |
| 20                                         | Hardzina Bartosz                           | 1                                          | 0                                          | 0                                          | 0                                          | 0                                          | 0,0                                        |

| Klasyfikacja strzelców w sezonie 2018/2019 | Klasyfikacja strzelców w sezonie 2018/2019 | Klasyfikacja strzelców w sezonie 2018/2019 | Klasyfikacja strzelców w sezonie 2018/2019 | Klasyfikacja strzelców w sezonie 2018/2019 | Klasyfikacja strzelców w sezonie 2018/2019 | Klasyfikacja strzelców w sezonie 2018/2019 | Klasyfikacja strzelców w sezonie 2018/2019 |
| Lp.                                        | Zawodnik                                   | M                                          | Br                                         | U                                          | 2m                                         | D                                          | Śr                                         |
| ------------------------------------------ | ------------------------------------------ | ------------------------------------------ | ------------------------------------------ | ------------------------------------------ | ------------------------------------------ | ------------------------------------------ | ------------------------------------------ |
| 1                                          | Romian Jakub                               | 19                                         | 83                                         | 9                                          | 9                                          | 0                                          | 4,4                                        |
| 2                                          | Rola Patryk                                | 22                                         | 77                                         | 9                                          | 12                                         | 0                                          | 3,5                                        |
| 3                                          | Bogacz Jakub                               | 22                                         | 60                                         | 3                                          | 9                                          | 0                                          | 2,7                                        |
| 4                                          | Put Karol                                  | 22                                         | 60                                         | 12                                         | 10                                         | 0                                          | 2,7                                        |
| 5                                          | Wierzbic Przemysław                        | 15                                         | 44                                         | 3                                          | 2                                          | 0                                          | 2,9                                        |
| 6                                          | Madeja Patryk                              | 17                                         | 42                                         | 4                                          | 1                                          | 0                                          | 2,5                                        |
| 7                                          | Skoczylas Marcin                           | 15                                         | 41                                         | 1                                          | 5                                          | 0                                          | 2,7                                        |
| 8                                          | Skoczylas Dawid                            | 9                                          | 31                                         | 3                                          | 4                                          | 0                                          | 3,4                                        |
| 9                                          | Gasin Michał                               | 6                                          | 28                                         | 0                                          | 3                                          | 0                                          | 4,7                                        |
| 10                                         | Węgrzyn Kacper                             | 20                                         | 27                                         | 0                                          | 0                                          | 0                                          | 1,4                                        |
| 11                                         | Olszewik Michał                            | 18                                         | 23                                         | 7                                          | 11                                         | 0                                          | 1,3                                        |
| 12                                         | Hardzina Bartosz                           | 12                                         | 21                                         | 1                                          | 5                                          | 0                                          | 1,8                                        |
| 13                                         | Danysz Adrian                              | 19                                         | 18                                         | 5                                          | 4                                          | 0                                          | 0,9                                        |
| 14                                         | Stroński Paweł                             | 19                                         | 17                                         | 5                                          | 9                                          | 0                                          | 0,9                                        |
| 15                                         | Orlicki Jan                                | 7                                          | 10                                         | 0                                          | 1                                          | 0                                          | 1,4                                        |
| 16                                         | Krasucki Mateusz                           | 17                                         | 7                                          | 1                                          | 1                                          | 0                                          | 0,4                                        |
| 17                                         | Dudek Łukasz                               | 10                                         | 5                                          | 0                                          | 0                                          | 0                                          | 0,5                                        |
| 18                                         | Górkowski Marcin                           | 22                                         | 4                                          | 0                                          | 0                                          | 0                                          | 0,2                                        |
| 19                                         | Małodobry Grzegorz                         | 13                                         | 0                                          | 0                                          | 0                                          | 0                                          | 0,0                                        |
| 20                                         | Gajewski Jakub                             | 3                                          | 0                                          | 0                                          | 0                                          | 0                                          | 0,0                                        |

| Klasyfikacja strzelców w sezonie 2017/2018 | Klasyfikacja strzelców w sezonie 2017/2018 | Klasyfikacja strzelców w sezonie 2017/2018 | Klasyfikacja strzelców w sezonie 2017/2018 | Klasyfikacja strzelców w sezonie 2017/2018 | Klasyfikacja strzelców w sezonie 2017/2018 | Klasyfikacja strzelców w sezonie 2017/2018 | Klasyfikacja strzelców w sezonie 2017/2018 |
| Lp.                                        | Zawodnik                                   | M                                          | Br                                         | U                                          | 2m                                         | D                                          | Śr                                         |
| ------------------------------------------ | ------------------------------------------ | ------------------------------------------ | ------------------------------------------ | ------------------------------------------ | ------------------------------------------ | ------------------------------------------ | ------------------------------------------ |
| 1                                          | Skoczylas Dawid                            | 27                                         | 140                                        | 2                                          | 4                                          | 0                                          | 5,2                                        |
| 2                                          | Madeja Patryk                              | 28                                         | 90                                         | 7                                          | 5                                          | 0                                          | 3,2                                        |
| 3                                          | Rola Patryk                                | 24                                         | 83                                         | 6                                          | 9                                          | 0                                          | 3,5                                        |
| 4                                          | Skoczylas Marcin                           | 19                                         | 82                                         | 8                                          | 1                                          | 1                                          | 4,3                                        |
| 5                                          | Orlicki Jan                                | 16                                         | 65                                         | 6                                          | 2                                          | 0                                          | 4,1                                        |
| 6                                          | Bogacz Jakub                               | 26                                         | 63                                         | 1                                          | 9                                          | 0                                          | 2,4                                        |
| 7                                          | Romian Jakub                               | 25                                         | 56                                         | 13                                         | 9                                          | 0                                          | 2,2                                        |
| 8                                          | Put Karol                                  | 24                                         | 56                                         | 9                                          | 14                                         | 0                                          | 2,3                                        |
| 9                                          | Stroński Paweł                             | 18                                         | 46                                         | 7                                          | 11                                         | 0                                          | 2,6                                        |
| 10                                         | Wierzbic Przemysław                        | 20                                         | 45                                         | 9                                          | 4                                          | 0                                          | 2,3                                        |
| 11                                         | Gasin Michał                               | 22                                         | 43                                         | 6                                          | 10                                         | 0                                          | 2,0                                        |
| 12                                         | Olszewik Michał                            | 21                                         | 28                                         | 6                                          | 16                                         | 0                                          | 1,3                                        |
| 13                                         | Krasucki Mateusz                           | 13                                         | 9                                          | 0                                          | 0                                          | 0                                          | 0,7                                        |
| 14                                         | Węgrzyn Kacper                             | 10                                         | 8                                          | 0                                          | 1                                          | 0                                          | 0,8                                        |
| 15                                         | Żelezik Karol                              | 11                                         | 4                                          | 1                                          | 7                                          | 0                                          | 0,4                                        |
| 16                                         | Górkowski Marcin                           | 28                                         | 1                                          | 1                                          | 1                                          | 0                                          | 0,1                                        |
| 17                                         | Gil Konrad                                 | 20                                         | 1                                          | 0                                          | 0                                          | 0                                          | 0,1                                        |
| 18                                         | Dudek Łukasz                               | 3                                          | 1                                          | 0                                          | 0                                          | 0                                          | 0,3                                        |
| 19                                         | Wiatr Michał                               | 12                                         | 0                                          | 0                                          | 1                                          | 0                                          | 0,0                                        |
| 20                                         | Zajączkowski Paweł                         | 8                                          | 0                                          | 2                                          | 10                                         | 1                                          | 0,0                                        |
| 21                                         | Małodobry Grzegorz                         | 3                                          | 0                                          | 0                                          | 0                                          | 0                                          | 0,0                                        |

| Klasyfikacja strzelców w sezonie 2016/2017 | Klasyfikacja strzelców w sezonie 2016/2017 | Klasyfikacja strzelców w sezonie 2016/2017 | Klasyfikacja strzelców w sezonie 2016/2017 | Klasyfikacja strzelców w sezonie 2016/2017 | Klasyfikacja strzelców w sezonie 2016/2017 | Klasyfikacja strzelców w sezonie 2016/2017 | Klasyfikacja strzelców w sezonie 2016/2017 |
| Lp.                                        | Zawodnik                                   | M                                          | Br                                         | U                                          | 2m                                         | D                                          | Śr                                         |
| ------------------------------------------ | ------------------------------------------ | ------------------------------------------ | ------------------------------------------ | ------------------------------------------ | ------------------------------------------ | ------------------------------------------ | ------------------------------------------ |
| 1                                          | Skoczylas Marcin                           | 21                                         | 136                                        | 7                                          | 10                                         | 0                                          | 6,5                                        |
| 2                                          | Kirsz Kamil                                | 25                                         | 86                                         | 12                                         | 35                                         | 3                                          | 3,4                                        |
| 3                                          | Skoczylas Dawid                            | 26                                         | 82                                         | 5                                          | 4                                          | 0                                          | 3,2                                        |
| 4                                          | Rola Patryk                                | 26                                         | 62                                         | 7                                          | 8                                          | 1                                          | 2,4                                        |
| 5                                          | Wierzbic Przemysław                        | 26                                         | 60                                         | 3                                          | 13                                         | 0                                          | 2,3                                        |
| 6                                          | Bednarczyk Michał                          | 22                                         | 52                                         | 6                                          | 13                                         | 0                                          | 2,4                                        |
| 7                                          | Orlicki Jan                                | 21                                         | 46                                         | 6                                          | 7                                          | 1                                          | 2.2                                        |
| 8                                          | Stroński Paweł                             | 24                                         | 41                                         | 3                                          | 17                                         | 0                                          | 1,7                                        |
| 9                                          | Gasin Michał                               | 19                                         | 39                                         | 0                                          | 1                                          | 0                                          | 2,0                                        |
| 10                                         | Sieczka Maciej                             | 26                                         | 39                                         | 14                                         | 29                                         | 0                                          | 1,5                                        |
| 11                                         | Madeja Patryk                              | 24                                         | 25                                         | 2                                          | 2                                          | 0                                          | 1,0                                        |
| 12                                         | Kowal Tomasz                               | 20                                         | 18                                         | 4                                          | 6                                          | 0                                          | 0,9                                        |
| 13                                         | Żydzik Wojciech                            | 20                                         | 17                                         | 4                                          | 5                                          | 0                                          | 0,8                                        |
| 14                                         | Górkowski Marcin                           | 26                                         | 5                                          | 0                                          | 1                                          | 0                                          | 0,2                                        |
| 15                                         | Bogacz Jakub                               | 9                                          | 4                                          | 0                                          | 1                                          | 0                                          | 0,4                                        |
| 16                                         | Jędrzejczyk Rafał                          | 1                                          | 1                                          | 0                                          | 0                                          | 0                                          | 1,0                                        |
| 17                                         | Dziubiński Kamil                           | 4                                          | 1                                          | 0                                          | 2                                          | 0                                          | 0,2                                        |
| 18                                         | Olszewik Michał                            | 7                                          | 1                                          | 0                                          | 1                                          | 0                                          | 0,1                                        |
| 19                                         | Gil Konrad                                 | 20                                         | 0                                          | 1                                          | 0                                          | 0                                          | 0,0                                        |
| 20                                         | Wiatr Michał                               | 10                                         | 0                                          | 0                                          | 0                                          | 0                                          | 0,0                                        |
| 21                                         | Krasucki Mateusz                           | 3                                          | 0                                          | 0                                          | 0                                          | 0                                          | 0,0                                        |

| Klasyfikacja strzelców w sezonie 2015/2016 | Klasyfikacja strzelców w sezonie 2015/2016 | Klasyfikacja strzelców w sezonie 2015/2016 | Klasyfikacja strzelców w sezonie 2015/2016 | Klasyfikacja strzelców w sezonie 2015/2016 | Klasyfikacja strzelców w sezonie 2015/2016 | Klasyfikacja strzelców w sezonie 2015/2016 | Klasyfikacja strzelców w sezonie 2015/2016 |
| Lp.                                        | Zawodnik                                   | M                                          | Br                                         | U                                          | 2m                                         | D                                          | Śr                                         |
| ------------------------------------------ | ------------------------------------------ | ------------------------------------------ | ------------------------------------------ | ------------------------------------------ | ------------------------------------------ | ------------------------------------------ | ------------------------------------------ |
| 1                                          | Skoczylas Marcin                           | 26                                         | 149                                        | 6                                          | 6                                          | 0                                          | 5,7                                        |
| 2                                          | Kirsz Kamil                                | 24                                         | 149                                        | 14                                         | 32                                         | 1                                          | 6,2                                        |
| 3                                          | Bednarczyk Michał                          | 26                                         | 84                                         | 9                                          | 13                                         | 0                                          | 3,2                                        |
| 4                                          | Cupisz Tomasz                              | 22                                         | 71                                         | 8                                          | 19                                         | 0                                          | 3,2                                        |
| 5                                          | Orlicki Jan                                | 25                                         | 53                                         | 6                                          | 2                                          | 1                                          | 2,1                                        |
| 6                                          | Sieczka Maciej                             | 25                                         | 41                                         | 12                                         | 21                                         | 0                                          | 1,6                                        |
| 7                                          | Skoczylas Dawid                            | 26                                         | 38                                         | 5                                          | 13                                         | 0                                          | 1,4                                        |
| 8                                          | Stroński Paweł                             | 25                                         | 26                                         | 1                                          | 11                                         | 0                                          | 1,0                                        |
| 9                                          | Kowal Tomasz                               | 17                                         | 21                                         | 0                                          | 4                                          | 0                                          | 1,2                                        |
| 10                                         | Madeja Patryk                              | 15                                         | 20                                         | 3                                          | 2                                          | 0                                          | 1,3                                        |
| 11                                         | Wierzbic Przemysław                        | 15                                         | 17                                         | 1                                          | 1                                          | 0                                          | 1,1                                        |
| 12                                         | Żydzik Wojciech                            | 15                                         | 10                                         | 2                                          | 3                                          | 0                                          | 0,6                                        |
| 13                                         | Jarząbek Oktawiusz                         | 8                                          | 8                                          | 1                                          | 2                                          | 0                                          | 1,0                                        |
| 14                                         | Bogacz Jakub                               | 7                                          | 2                                          | 1                                          | 2                                          | 0                                          | 0,2                                        |
| 15                                         | Jędrzejczyk Rafał                          | 4                                          | 1                                          | 0                                          | 0                                          | 0                                          | 0,2                                        |
| 16                                         | Górkowski Marcin                           | 26                                         | 0                                          | 0                                          | 0                                          | 0                                          | 0,0                                        |
| 17                                         | Gil Konrad                                 | 23                                         | 0                                          | 0                                          | 0                                          | 0                                          | 0,0                                        |
| 18                                         | Wiatr Michał                               | 4                                          | 0                                          | 0                                          | 0                                          | 0                                          | 0,0                                        |
| 19                                         | Dudek Jakub                                | 2                                          | 0                                          | 0                                          | 0                                          | 0                                          | 0,0                                        |
| 20                                         | Bugajski Rafał                             | 1                                          | 0                                          | 0                                          | 0                                          | 0                                          | 0,0                                        |

| Klasyfikacja strzelców w sezonie 2014/2015 | Klasyfikacja strzelców w sezonie 2014/2015 | Klasyfikacja strzelców w sezonie 2014/2015 | Klasyfikacja strzelców w sezonie 2014/2015 | Klasyfikacja strzelców w sezonie 2014/2015 | Klasyfikacja strzelców w sezonie 2014/2015 | Klasyfikacja strzelców w sezonie 2014/2015 | Klasyfikacja strzelców w sezonie 2014/2015 |
| Lp.                                        | Zawodnik                                   | M                                          | Br                                         | U                                          | 2m                                         | D                                          | Śr                                         |
| ------------------------------------------ | ------------------------------------------ | ------------------------------------------ | ------------------------------------------ | ------------------------------------------ | ------------------------------------------ | ------------------------------------------ | ------------------------------------------ |
| 1                                          | Skoczylas Marcin                           | 24                                         | 120                                        | 8                                          | 7                                          | 0                                          | 5,0                                        |
| 2                                          | Cupisz Tomasz                              | 20                                         | 95                                         | 9                                          | 13                                         | 0                                          | 4,9                                        |
| 3                                          | Kirsz Kamil                                | 25                                         | 84                                         | 12                                         | 28                                         | 1                                          | 3,4                                        |
| 4                                          | Żydzik Wojciech                            | 23                                         | 56                                         | 3                                          | 10                                         | 0                                          | 2,4                                        |
| 5                                          | Rola Patryk                                | 12                                         | 54                                         | 6                                          | 11                                         | 0                                          | 4,5                                        |
| 6                                          | Stroński Paweł                             | 26                                         | 50                                         | 6                                          | 8                                          | 0                                          | 2,0                                        |
| 7                                          | Orlicki Jan                                | 21                                         | 38                                         | 5                                          | 4                                          | 0                                          | 1,8                                        |
| 8                                          | Bugajski Rafał                             | 10                                         | 31                                         | 1                                          | 4                                          | 0                                          | 3,1                                        |
| 9                                          | Wierzbic Przemysław                        | 18                                         | 29                                         | 4                                          | 5                                          | 0                                          | 1,6                                        |
| 10                                         | Budziosz Wiktor                            | 24                                         | 28                                         | 1                                          | 0                                          | 0                                          | 1,1                                        |
| 11                                         | Mucha Michał                               | 11                                         | 16                                         | 1                                          | 3                                          | 0                                          | 1,5                                        |
| 12                                         | Skoczylas Dawid                            | 11                                         | 16                                         | 1                                          | 1                                          | 0                                          | 1,5                                        |
| 13                                         | Książek Jakub                              | 20                                         | 15                                         | 3                                          | 2                                          | 0                                          | 0,8                                        |
| 14                                         | Zajdel Dariusz                             | 23                                         | 14                                         | 2                                          | 9                                          | 0                                          | 0,6                                        |
| 15                                         | Dęsoł Michał                               | 18                                         | 14                                         | 1                                          | 1                                          | 0                                          | 0,8                                        |
| 16                                         | Madeja Patryk                              | 18                                         | 9                                          | 1                                          | 0                                          | 0                                          | 0,5                                        |
| 17                                         | Janus Adam                                 | 5                                          | 7                                          | 4                                          | 6                                          | 0                                          | 1,4                                        |
| 18                                         | Skręt David                                | 11                                         | 4                                          | 3                                          | 3                                          | 0                                          | 0,4                                        |
| 19                                         | Giza Daniel                                | 2                                          | 1                                          | 0                                          | 1                                          | 0                                          | 0,5                                        |
| 20                                         | Górkowski Marcin                           | 26                                         | 0                                          | 0                                          | 0                                          | 0                                          | 0,0                                        |
| 21                                         | Wiatr Michał                               | 20                                         | 0                                          | 0                                          | 1                                          | 0                                          | 0,0                                        |
| 22                                         | Dudek Jakub                                | 16                                         | 0                                          | 0                                          | 0                                          | 0                                          | 0,0                                        |

| Klasyfikacja strzelców w sezonie 2013/2014 | Klasyfikacja strzelców w sezonie 2013/2014 | Klasyfikacja strzelców w sezonie 2013/2014 | Klasyfikacja strzelców w sezonie 2013/2014 | Klasyfikacja strzelców w sezonie 2013/2014 | Klasyfikacja strzelców w sezonie 2013/2014 | Klasyfikacja strzelców w sezonie 2013/2014 | Klasyfikacja strzelców w sezonie 2013/2014 |
| Lp.                                        | Zawodnik                                   | M                                          | Br                                         | U                                          | 2m                                         | D                                          | Śr                                         |
| ------------------------------------------ | ------------------------------------------ | ------------------------------------------ | ------------------------------------------ | ------------------------------------------ | ------------------------------------------ | ------------------------------------------ | ------------------------------------------ |
| 1                                          | Skoczylas Marcin                           | 17                                         | 120                                        | 5                                          | 7                                          | 0                                          | 7,0                                        |
| 2                                          | Cupisz Tomasz                              | 16                                         | 80                                         | 11                                         | 13                                         | 0                                          | 5,0                                        |
| 3                                          | Zacharski Tomasz                           | 18                                         | 74                                         | 3                                          | 6                                          | 0                                          | 4,1                                        |
| 4                                          | Rola Patryk                                | 17                                         | 68                                         | 3                                          | 8                                          | 0                                          | 4,0                                        |
| 5                                          | Kirsz Kamil                                | 16                                         | 68                                         | 4                                          | 19                                         | 0                                          | 4,2                                        |
| 6                                          | Żydzik Wojciech                            | 16                                         | 61                                         | 8                                          | 4                                          | 0                                          | 3,8                                        |
| 7                                          | Stroński Paweł                             | 17                                         | 41                                         | 8                                          | 14                                         | 0                                          | 2,4                                        |
| 8                                          | Mucha Michał                               | 12                                         | 28                                         | 0                                          | 6                                          | 0                                          | 2,3                                        |
| 9                                          | Zajdel Dariusz                             | 18                                         | 24                                         | 3                                          | 5                                          | 0                                          | 1,3                                        |
| 10                                         | Orlicki Jan                                | 16                                         | 18                                         | 0                                          | 0                                          | 0                                          | 1,1                                        |
| 11                                         | Skoczylas Dawid                            | 12                                         | 14                                         | 1                                          | 2                                          | 0                                          | 1,1                                        |
| 12                                         | Wilczak Krystian                           | 6                                          | 12                                         | 0                                          | 1                                          | 0                                          | 2,0                                        |
| 13                                         | Madeja Patryk                              | 10                                         | 11                                         | 0                                          | 4                                          | 0                                          | 1,1                                        |
| 14                                         | Wierzbic Przemysław                        | 9                                          | 8                                          | 0                                          | 0                                          | 0                                          | 0,8                                        |
| 15                                         | Książek Jakub                              | 6                                          | 7                                          | 0                                          | 2                                          | 0                                          | 1,1                                        |
| 16                                         | Dęsoł Michał                               | 6                                          | 4                                          | 0                                          | 0                                          | 0                                          | 0,6                                        |
| 17                                         | Górkowski Marcin                           | 15                                         | 0                                          | 0                                          | 0                                          | 0                                          | 0,0                                        |
| 18                                         | Wiatr Michał                               | 14                                         | 0                                          | 0                                          | 0                                          | 0                                          | 0,0                                        |
| 19                                         | Gajewski Bartosz                           | 8                                          | 0                                          | 0                                          | 0                                          | 0                                          | 0,0                                        |
| 20                                         | Dudek Jakub                                | 7                                          | 0                                          | 0                                          | 0                                          | 0                                          | 0,0                                        |

| Klasyfikacja strzelców w sezonie 2012/2013 | Klasyfikacja strzelców w sezonie 2012/2013 | Klasyfikacja strzelców w sezonie 2012/2013 | Klasyfikacja strzelców w sezonie 2012/2013 | Klasyfikacja strzelców w sezonie 2012/2013 | Klasyfikacja strzelców w sezonie 2012/2013 | Klasyfikacja strzelców w sezonie 2012/2013 | Klasyfikacja strzelców w sezonie 2012/2013 |
| Lp.                                        | Zawodnik                                   | M                                          | Br                                         | U                                          | 2m                                         | D                                          | Śr                                         |
| ------------------------------------------ | ------------------------------------------ | ------------------------------------------ | ------------------------------------------ | ------------------------------------------ | ------------------------------------------ | ------------------------------------------ | ------------------------------------------ |
| 1                                          | Skoczylas Marcin                           | 20                                         | 160                                        | 0                                          | 5                                          | 0                                          | 8,0                                        |
| 2                                          | Zacharski Tomasz                           | 21                                         | 110                                        | 0                                          | 3                                          | 0                                          | 5,2                                        |
| 3                                          | Cupisz Tomasz                              | 20                                         | 104                                        | 0                                          | 10                                         | 0                                          | 5,2                                        |
| 4                                          | Kirsz Kamil                                | 19                                         | 81                                         | 0                                          | 7                                          | 0                                          | 4,2                                        |
| 5                                          | Fidyt Jakub                                | 18                                         | 45                                         | 0                                          | 1                                          | 0                                          | 2,5                                        |
| 6                                          | Żydzik Wojciech                            | 10                                         | 37                                         | 0                                          | 2                                          | 0                                          | 3,7                                        |
| 7                                          | Stroński Paweł                             | 19                                         | 28                                         | 0                                          | 9                                          | 0                                          | 1,4                                        |
| 8                                          | Rola Patryk                                | 18                                         | 27                                         | 0                                          | 4                                          | 0                                          | 1,5                                        |
| 9                                          | Łącki Arkadiusz                            | 14                                         | 27                                         | 0                                          | 8                                          | 1                                          | 1,9                                        |
| 10                                         | Giza Daniel                                | 15                                         | 25                                         | 0                                          | 13                                         | 1                                          | 1,6                                        |
| 11                                         | Skoczylas Dawid                            | 15                                         | 11                                         | 0                                          | 1                                          | 0                                          | 0,7                                        |
| 12                                         | Mucha Michał                               | 8                                          | 11                                         | 0                                          | 0                                          | 0                                          | 1,3                                        |
| 13                                         | Wierzbic Przemysław                        | 5                                          | 9                                          | 0                                          | 0                                          | 0                                          | 1,8                                        |
| 14                                         | Zajdel Dariusz                             | 9                                          | 7                                          | 0                                          | 1                                          | 0                                          | 0,7                                        |
| 15                                         | Dęsoł Dawid                                | 11                                         | 6                                          | 0                                          | 1                                          | 0                                          | 0,5                                        |
| 16                                         | Dęsoł Michał                               | 9                                          | 6                                          | 0                                          | 1                                          | 0                                          | 0,6                                        |
| 17                                         | Kowal Daniel                               | 4                                          | 5                                          | 0                                          | 0                                          | 0                                          | 1,2                                        |
| 18                                         | Wysowski Paweł                             | 5                                          | 2                                          | 0                                          | 1                                          | 0                                          | 0,4                                        |
| 19                                         | Madeja Patryk                              | 4                                          | 2                                          | 0                                          | 1                                          | 0                                          | 0,5                                        |
| 20                                         | Zajączkowski Paweł                         | 3                                          | 1                                          | 0                                          | 1                                          | 0                                          | 0,3                                        |
| 21                                         | Gajewski Bartosz                           | 18                                         | 0                                          | 0                                          | 0                                          | 0                                          | 0,0                                        |
| 22                                         | Wiatr Michał                               | 18                                         | 0                                          | 0                                          | 0                                          | 0                                          | 0,0                                        |
| 23                                         | Gil Konrad                                 | 15                                         | 0                                          | 0                                          | 0                                          | 0                                          | 0,0                                        |
| 24                                         | Janiak Piotr                               | 5                                          | 0                                          | 0                                          | 0                                          | 0                                          | 0,0                                        |
| 25                                         | Górkowski Marcin                           | 3                                          | 0                                          | 0                                          | 0                                          | 0                                          | 0,0                                        |
| 26                                         | Gaj Łukasz                                 | 2                                          | 0                                          | 0                                          | 3                                          | 0                                          | 0,0                                        |
| 27                                         | Figura Grzegorz                            | 1                                          | 0                                          | 0                                          | 0                                          | 0                                          | 0,0                                        |

| Klasyfikacja strzelców w sezonie 2011/2012 | Klasyfikacja strzelców w sezonie 2011/2012 | Klasyfikacja strzelców w sezonie 2011/2012 | Klasyfikacja strzelców w sezonie 2011/2012 | Klasyfikacja strzelców w sezonie 2011/2012 | Klasyfikacja strzelców w sezonie 2011/2012 | Klasyfikacja strzelców w sezonie 2011/2012 | Klasyfikacja strzelców w sezonie 2011/2012 |
| Lp.                                        | Zawodnik                                   | M                                          | Br                                         | U                                          | 2m                                         | D                                          | Śr                                         |
| ------------------------------------------ | ------------------------------------------ | ------------------------------------------ | ------------------------------------------ | ------------------------------------------ | ------------------------------------------ | ------------------------------------------ | ------------------------------------------ |
| 1                                          | Skoczylas Marcin                           | 22                                         | 155                                        | 7                                          | 12                                         | 0                                          | 7,0                                        |
| 2                                          | Zacharski Tomasz                           | 22                                         | 77                                         | 3                                          | 5                                          | 0                                          | 3,5                                        |
| 3                                          | Kruczek Adam                               | 16                                         | 61                                         | 5                                          | 10                                         | 0                                          | 3,8                                        |
| 4                                          | Szlinger Łukasz                            | 13                                         | 52                                         | 7                                          | 9                                          | 0                                          | 4,0                                        |
| 5                                          | Klementowicz Wojciech                      | 19                                         | 47                                         | 6                                          | 7                                          | 0                                          | 2,4                                        |
| 6                                          | Bobowski Adam                              | 18                                         | 38                                         | 1                                          | 3                                          | 0                                          | 2,1                                        |
| 7                                          | Bednarczyk Michał                          | 20                                         | 36                                         | 0                                          | 1                                          | 0                                          | 1,8                                        |
| 8                                          | Kirsz Kamil                                | 19                                         | 35                                         | 6                                          | 10                                         | 1                                          | 1,8                                        |
| 9                                          | Cupisz Tomasz                              | 20                                         | 29                                         | 14                                         | 12                                         | 0                                          | 1,4                                        |
| 10                                         | Klimek Krzysztof                           | 12                                         | 26                                         | 5                                          | 7                                          | 0                                          | 2,1                                        |
| 11                                         | Łącki Arkadiusz                            | 17                                         | 24                                         | 2                                          | 7                                          | 0                                          | 1,4                                        |
| 12                                         | Stroński Paweł                             | 20                                         | 20                                         | 0                                          | 4                                          | 0                                          | 1,0                                        |
| 13                                         | Zajdel Dariusz                             | 22                                         | 19                                         | 2                                          | 6                                          | 0                                          | 0,8                                        |
| 14                                         | Owczarek Paweł                             | 14                                         | 16                                         | 2                                          | 2                                          | 0                                          | 1,1                                        |
| 15                                         | Borecki Łukasz                             | 21                                         | 0                                          | 2                                          | 0                                          | 0                                          | 0,0                                        |
| 16                                         | Białecki Maciej                            | 20                                         | 0                                          | 0                                          | 0                                          | 0                                          | 0,0                                        |
| 17                                         | Baliś Tomasz                               | 7                                          | 0                                          | 0                                          | 0                                          | 0                                          | 0,0                                        |
| 18                                         | Zajączkowski Paweł                         | 4                                          | 0                                          | 0                                          | 2                                          | 0                                          | 0,0                                        |
| 19                                         | Uraz Mateusz                               | 3                                          | 0                                          | 0                                          | 0                                          | 0                                          | 0,0                                        |
| 20                                         | Gaj Łukasz                                 | 2                                          | 0                                          | 0                                          | 0                                          | 0                                          | 0,0                                        |

| Klasyfikacja strzelców w sezonie 2010/2011 | Klasyfikacja strzelców w sezonie 2010/2011 | Klasyfikacja strzelców w sezonie 2010/2011 | Klasyfikacja strzelców w sezonie 2010/2011 | Klasyfikacja strzelców w sezonie 2010/2011 | Klasyfikacja strzelców w sezonie 2010/2011 | Klasyfikacja strzelców w sezonie 2010/2011 | Klasyfikacja strzelców w sezonie 2010/2011 |
| Lp.                                        | Zawodnik                                   | M                                          | Br                                         | U                                          | 2m                                         | D                                          | Śr                                         |
| ------------------------------------------ | ------------------------------------------ | ------------------------------------------ | ------------------------------------------ | ------------------------------------------ | ------------------------------------------ | ------------------------------------------ | ------------------------------------------ |
| 1                                          | Skoczylas Marcin                           | 14                                         | 93                                         | 4                                          | 8                                          | 1                                          | 6,6                                        |
| 2                                          | Rokita Paweł                               | 22                                         | 84                                         | 2                                          | 8                                          | 0                                          | 3,8                                        |
| 3                                          | Bugajski Rafał                             | 22                                         | 72                                         | 4                                          | 13                                         | 2                                          | 3,3                                        |
| 4                                          | Kruczek Adam                               | 10                                         | 67                                         | 4                                          | 4                                          | 0                                          | 6,7                                        |
| 5                                          | Owczarek Paweł                             | 22                                         | 63                                         | 10                                         | 9                                          | 0                                          | 2,9                                        |
| 6                                          | Szlinger Łukasz                            | 9                                          | 54                                         | 5                                          | 9                                          | 0                                          | 6,0                                        |
| 7                                          | Klimek Krzysztof                           | 21                                         | 39                                         | 12                                         | 16                                         | 0                                          | 1,9                                        |
| 8                                          | Zubik Mateusz                              | 17                                         | 33                                         | 3                                          | 8                                          | 0                                          | 1,8                                        |
| 9                                          | Kąpa Lesław                                | 10                                         | 28                                         | 4                                          | 9                                          | 0                                          | 2,8                                        |
| 10                                         | Kirsz Kamil                                | 17                                         | 24                                         | 1                                          | 5                                          | 0                                          | 1,4                                        |
| 11                                         | Bobowski Adam                              | 10                                         | 22                                         | 0                                          | 3                                          | 0                                          | 2,2                                        |
| 12                                         | Łącki Arkadiusz                            | 14                                         | 13                                         | 2                                          | 1                                          | 0                                          | 0,9                                        |
| 13                                         | Zajdel Dariusz                             | 16                                         | 12                                         | 1                                          | 6                                          | 0                                          | 0,8                                        |
| 14                                         | Pytlik Daniel                              | 12                                         | 9                                          | 8                                          | 16                                         | 0                                          | 0,8                                        |
| 15                                         | Stroński Paweł                             | 13                                         | 6                                          | 0                                          | 3                                          | 0                                          | 0,4                                        |
| 16                                         | Uraz Mateusz                               | 10                                         | 3                                          | 4                                          | 8                                          | 1                                          | 0,3                                        |
| 17                                         | Franczak Maciej                            | 6                                          | 2                                          | 0                                          | 0                                          | 0                                          | 0,3                                        |
| 18                                         | Studziński Krzysztof                       | 3                                          | 1                                          | 0                                          | 1                                          | 0                                          | 0,3                                        |
| 19                                         | Rokita Piotr                               | 19                                         | 0                                          | 0                                          | 0                                          | 0                                          | 0,0                                        |
| 20                                         | Baliś Tomasz                               | 15                                         | 0                                          | 0                                          | 0                                          | 1                                          | 0,0                                        |
| 21                                         | Weihonig Andrzej                           | 10                                         | 0                                          | 0                                          | 0                                          | 0                                          | 0,0                                        |
| 22                                         | Kobiela Łukasz                             | 1                                          | 0                                          | 0                                          | 0                                          | 0                                          | 0,0                                        |

| Klasyfikacja strzelców w sezonie 2009/2010 | Klasyfikacja strzelców w sezonie 2009/2010 | Klasyfikacja strzelców w sezonie 2009/2010 | Klasyfikacja strzelców w sezonie 2009/2010 | Klasyfikacja strzelców w sezonie 2009/2010 | Klasyfikacja strzelców w sezonie 2009/2010 | Klasyfikacja strzelców w sezonie 2009/2010 | Klasyfikacja strzelców w sezonie 2009/2010 |
| Lp.                                        | Zawodnik                                   | M                                          | Br                                         | U                                          | 2m                                         | D                                          | Śr                                         |
| ------------------------------------------ | ------------------------------------------ | ------------------------------------------ | ------------------------------------------ | ------------------------------------------ | ------------------------------------------ | ------------------------------------------ | ------------------------------------------ |
| 1                                          | Kruczek Adam                               | 20                                         | 117                                        | 5                                          | 6                                          | 0                                          | 5,9                                        |
| 2                                          | Owczarek Paweł                             | 22                                         | 89                                         | 7                                          | 11                                         | 0                                          | 4,0                                        |
| 3                                          | Rokita Paweł                               | 22                                         | 81                                         | 6                                          | 6                                          | 0                                          | 3,7                                        |
| 4                                          | Miodoński Ryszard                          | 20                                         | 75                                         | 2                                          | 1                                          | 0                                          | 3,8                                        |
| 5                                          | Bugajski Rafał                             | 21                                         | 74                                         | 8                                          | 13                                         | 1                                          | 3,5                                        |
| 6                                          | Bobowski Adam                              | 15                                         | 56                                         | 3                                          | 2                                          | 0                                          | 3,7                                        |
| 7                                          | Szlinger Łukasz                            | 10                                         | 51                                         | 5                                          | 9                                          | 1                                          | 5,1                                        |
| 8                                          | Kobiela Łukasz                             | 22                                         | 21                                         | 1                                          | 1                                          | 0                                          | 1,0                                        |
| 9                                          | Pytlik Daniel                              | 20                                         | 19                                         | 6                                          | 25                                         | 1                                          | 0,9                                        |
| 10                                         | Zajdel Dariusz                             | 20                                         | 15                                         | 5                                          | 8                                          | 0                                          | 0,8                                        |
| 11                                         | Łącki Arkadiusz                            | 11                                         | 10                                         | 1                                          | 3                                          | 0                                          | 0,9                                        |
| 12                                         | Marchliński Marcin                         | 8                                          | 8                                          | 0                                          | 3                                          | 0                                          | 1,0                                        |
| 13                                         | Piekarczyk Łukasz                          | 7                                          | 7                                          | 3                                          | 11                                         | 0                                          | 1,0                                        |
| 14                                         | Uraz Mateusz                               | 18                                         | 4                                          | 5                                          | 10                                         | 0                                          | 0,2                                        |
| 15                                         | Kirsz Kamil                                | 4                                          | 3                                          | 0                                          | 0                                          | 0                                          | 0,8                                        |
| 16                                         | Studziński Krzysztof                       | 7                                          | 2                                          | 0                                          | 2                                          | 0                                          | 0,3                                        |
| 17                                         | Stroński Paweł                             | 1                                          | 2                                          | 0                                          | 0                                          | 0                                          | 2,0                                        |
| 18                                         | Rokita Piotr                               | 16                                         | 1                                          | 0                                          | 1                                          | 0                                          | 0,1                                        |
| 19                                         | Baliś Tomasz                               | 15                                         | 1                                          | 0                                          | 0                                          | 0                                          | 0,1                                        |
| 20                                         | Weihonig Andrzej                           | 19                                         | 0                                          | 0                                          | 0                                          | 0                                          | 0,0                                        |
| 21                                         | Walas Zbigniew                             | 1                                          | 0                                          | 0                                          | 0                                          | 0                                          | 0,0                                        |

| Klasyfikacja strzelców w sezonie 2008/2009 | Klasyfikacja strzelców w sezonie 2008/2009 | Klasyfikacja strzelców w sezonie 2008/2009 | Klasyfikacja strzelców w sezonie 2008/2009 | Klasyfikacja strzelców w sezonie 2008/2009 | Klasyfikacja strzelców w sezonie 2008/2009 | Klasyfikacja strzelców w sezonie 2008/2009 | Klasyfikacja strzelców w sezonie 2008/2009 |
| Lp.                                        | Zawodnik                                   | M                                          | Br                                         | U                                          | 2m                                         | D                                          | Śr                                         |
| ------------------------------------------ | ------------------------------------------ | ------------------------------------------ | ------------------------------------------ | ------------------------------------------ | ------------------------------------------ | ------------------------------------------ | ------------------------------------------ |
| 1                                          | Kruczek Adam                               | 20                                         | 104                                        | 7                                          | 13                                         | 1                                          | 5,2                                        |
| 2                                          | Bugajski Rafał                             | 21                                         | 86                                         | 5                                          | 8                                          | 0                                          | 4,1                                        |
| 3                                          | Rokita Paweł                               | 21                                         | 86                                         | 6                                          | 5                                          | 0                                          | 4,1                                        |
| 4                                          | Bobowski Adam                              | 19                                         | 77                                         | 2                                          | 6                                          | 0                                          | 4,1                                        |
| 5                                          | Kurełek Krzysztof                          | 21                                         | 73                                         | 11                                         | 11                                         | 0                                          | 4,1                                        |
| 6                                          | Zduń Wiesław                               | 15                                         | 41                                         | 11                                         | 12                                         | 0                                          | 2,7                                        |
| 7                                          | Przybyła Tomasz                            | 20                                         | 32                                         | 10                                         | 13                                         | 0                                          | 1,6                                        |
| 8                                          | Kozłowski Grzegorz                         | 19                                         | 21                                         | 3                                          | 11                                         | 0                                          | 1,1                                        |
| 9                                          | Pytlik Daniel                              | 16                                         | 19                                         | 2                                          | 11                                         | 0                                          | 1,2                                        |
| 10                                         | Piekarczyk Łukasz                          | 15                                         | 8                                          | 0                                          | 6                                          | 0                                          | 0,5                                        |
| 11                                         | Kobiela Łukasz                             | 11                                         | 5                                          | 0                                          | 3                                          | 1                                          | 0,5                                        |
| 12                                         | Studziński Krzysztof                       | 14                                         | 3                                          | 1                                          | 4                                          | 0                                          | 0,2                                        |
| 13                                         | Uraz Mateusz                               | 14                                         | 3                                          | 0                                          | 4                                          | 0                                          | 0,2                                        |
| 14                                         | Garliński Dawid                            | 6                                          | 1                                          | 0                                          | 1                                          | 0                                          | 0,2                                        |
| 15                                         | Biłko Krystian                             | 1                                          | 1                                          | 0                                          | 0                                          | 0                                          | 1,0                                        |
| 16                                         | Rokita Piotr                               | 20                                         | 0                                          | 0                                          | 0                                          | 0                                          | 0,0                                        |
| 17                                         | Baliś Tomasz                               | 18                                         | 0                                          | 0                                          | 0                                          | 0                                          | 0,0                                        |
| 18                                         | Gaj Łukasz                                 | 1                                          | 0                                          | 0                                          | 0                                          | 0                                          | 0,0                                        |
| 19                                         | Stroński Paweł                             | 1                                          | 0                                          | 0                                          | 0                                          | 0                                          | 0,0                                        |
| 20                                         | Walas Zbigniew                             | 1                                          | 0                                          | 0                                          | 0                                          | 0                                          | 0,0                                        |

| Klasyfikacja strzelców w sezonie 2007/2008 | Klasyfikacja strzelców w sezonie 2007/2008 | Klasyfikacja strzelców w sezonie 2007/2008 | Klasyfikacja strzelców w sezonie 2007/2008 | Klasyfikacja strzelców w sezonie 2007/2008 | Klasyfikacja strzelców w sezonie 2007/2008 | Klasyfikacja strzelców w sezonie 2007/2008 | Klasyfikacja strzelców w sezonie 2007/2008 |
| Lp.                                        | Zawodnik                                   | M                                          | Br                                         | U                                          | 2m                                         | D                                          | Śr                                         |
| ------------------------------------------ | ------------------------------------------ | ------------------------------------------ | ------------------------------------------ | ------------------------------------------ | ------------------------------------------ | ------------------------------------------ | ------------------------------------------ |
| 1                                          | Skoczylas Marcin                           | 22                                         | 190                                        | 8                                          | 10                                         | 0                                          | 8,6                                        |
| 2                                          | Kruczek Adam                               | 17                                         | 107                                        | 9                                          | 8                                          | 0                                          | 6,3                                        |
| 3                                          | Rokita Paweł                               | 21                                         | 101                                        | 5                                          | 8                                          | 0                                          | 4,8                                        |
| 4                                          | Zduń Wiesław                               | 22                                         | 76                                         | 9                                          | 17                                         | 0                                          | 3,5                                        |
| 5                                          | Bugajski Rafał                             | 17                                         | 73                                         | 4                                          | 14                                         | 2                                          | 4,3                                        |
| 6                                          | Pytlik Daniel                              | 20                                         | 42                                         | 6                                          | 21                                         | 2                                          | 2,1                                        |
| 7                                          | Kobiela Łukasz                             | 18                                         | 26                                         | 3                                          | 1                                          | 0                                          | 1,4                                        |
| 8                                          | Odynokow Paweł                             | 15                                         | 26                                         | 10                                         | 16                                         | 2                                          | 1,7                                        |
| 9                                          | Kozłowski Grzegorz                         | 8                                          | 20                                         | 2                                          | 2                                          | 0                                          | 2,5                                        |
| 10                                         | Piekarczyk Łukasz                          | 17                                         | 17                                         | 2                                          | 5                                          | 0                                          | 1,0                                        |
| 11                                         | Knapik Mariusz                             | 13                                         | 4                                          | 1                                          | 1                                          | 0                                          | 0,3                                        |
| 12                                         | Garliński Dawid                            | 11                                         | 4                                          | 0                                          | 0                                          | 0                                          | 0,4                                        |
| 13                                         | Biłko Krystian                             | 15                                         | 3                                          | 0                                          | 5                                          | 0                                          | 0,2                                        |
| 14                                         | Rokita Piotr                               | 21                                         | 0                                          | 0                                          | 0                                          | 0                                          | 0,0                                        |
| 15                                         | Baliś Tomasz                               | 20                                         | 0                                          | 1                                          | 2                                          | 0                                          | 0,0                                        |
| 16                                         | Walas Zbigniew                             | 18                                         | 0                                          | 0                                          | 0                                          | 0                                          | 0,0                                        |
| 17                                         | Studziński Krzysztof                       | 7                                          | 0                                          | 0                                          | 1                                          | 0                                          | 0,0                                        |

| Klasyfikacja strzelców w sezonie 2006/2007 | Klasyfikacja strzelców w sezonie 2006/2007 | Klasyfikacja strzelców w sezonie 2006/2007 | Klasyfikacja strzelców w sezonie 2006/2007 | Klasyfikacja strzelców w sezonie 2006/2007 | Klasyfikacja strzelców w sezonie 2006/2007 | Klasyfikacja strzelców w sezonie 2006/2007 | Klasyfikacja strzelców w sezonie 2006/2007 |
| Lp.                                        | Zawodnik                                   | M                                          | Br                                         | U                                          | 2m                                         | D                                          | Śr                                         |
| ------------------------------------------ | ------------------------------------------ | ------------------------------------------ | ------------------------------------------ | ------------------------------------------ | ------------------------------------------ | ------------------------------------------ | ------------------------------------------ |
| 1                                          | Kruczek Adam                               | 21                                         | 169                                        | 7                                          | 8                                          | 3                                          | 8,0                                        |
| 2                                          | Skoczylas Marcin                           | 22                                         | 145                                        | 9                                          | 10                                         | 0                                          | 6,5                                        |
| 3                                          | Kozłowski Grzegorz                         | 21                                         | 62                                         | 10                                         | 15                                         | 0                                          | 2,9                                        |
| 4                                          | Zduń Wiesław                               | 22                                         | 61                                         | 11                                         | 17                                         | 2                                          | 2,7                                        |
| 5                                          | Bugajski Rafał                             | 17                                         | 50                                         | 8                                          | 13                                         | 0                                          | 2,9                                        |
| 6                                          | Kobiela Łukasz                             | 20                                         | 39                                         | 1                                          | 3                                          | 1                                          | 1,9                                        |
| 7                                          | Rokita Paweł                               | 17                                         | 39                                         | 4                                          | 4                                          | 0                                          | 2,2                                        |
| 8                                          | Pytlik Daniel                              | 10                                         | 15                                         | 4                                          | 7                                          | 0                                          | 1,5                                        |
| 9                                          | Piekarczyk Łukasz                          | 16                                         | 10                                         | 1                                          | 1                                          | 0                                          | 0,6                                        |
| 10                                         | Biłko Paweł                                | 16                                         | 6                                          | 1                                          | 3                                          | 0                                          | 0,3                                        |
| 11                                         | Ostrowski Marcin                           | 12                                         | 5                                          | 1                                          | 0                                          | 0                                          | 0,4                                        |
| 12                                         | Wodarski Adam                              | 9                                          | 5                                          | 5                                          | 5                                          | 0                                          | 0,5                                        |
| 13                                         | Zubik Mateusz                              | 9                                          | 1                                          | 0                                          | 2                                          | 0                                          | 0,1                                        |
| 14                                         | Biłko Krystian                             | 8                                          | 1                                          | 0                                          | 1                                          | 0                                          | 0,1                                        |
| 15                                         | Rokita Piotr                               | 22                                         | 0                                          | 0                                          | 1                                          | 0                                          | 0,0                                        |
| 16                                         | Walas Zbigniew                             | 14                                         | 0                                          | 0                                          | 0                                          | 0                                          | 0,0                                        |
| 17                                         | Baliś Tomasz                               | 11                                         | 0                                          | 0                                          | 0                                          | 0                                          | 0,0                                        |
| 18                                         | Biel Radosław                              | 5                                          | 0                                          | 0                                          | 1                                          | 0                                          | 0,0                                        |
| 19                                         | Bigaj Szymon                               | 4                                          | 0                                          | 0                                          | 1                                          | 0                                          | 0,0                                        |

| Klasyfikacja strzelców w sezonie 2005/2006 | Klasyfikacja strzelców w sezonie 2005/2006 | Klasyfikacja strzelców w sezonie 2005/2006 | Klasyfikacja strzelców w sezonie 2005/2006 | Klasyfikacja strzelców w sezonie 2005/2006 | Klasyfikacja strzelców w sezonie 2005/2006 | Klasyfikacja strzelców w sezonie 2005/2006 | Klasyfikacja strzelców w sezonie 2005/2006 |
| Lp.                                        | Zawodnik                                   | M                                          | Br                                         | U                                          | 2m                                         | D                                          | Śr                                         |
| ------------------------------------------ | ------------------------------------------ | ------------------------------------------ | ------------------------------------------ | ------------------------------------------ | ------------------------------------------ | ------------------------------------------ | ------------------------------------------ |
| 1                                          | Kruczek Adam                               | 24                                         | 202                                        | 5                                          | 10                                         | 0                                          | 8,4                                        |
| 2                                          | Skoczylas Marcin                           | 23                                         | 155                                        | 11                                         | 11                                         | 0                                          | 6,7                                        |
| 3                                          | Bugajski Rafał                             | 24                                         | 114                                        | 9                                          | 14                                         | 1                                          | 4,7                                        |
| 4                                          | Kozłowski Grzegorz                         | 24                                         | 81                                         | 9                                          | 11                                         | 0                                          | 3,3                                        |
| 5                                          | Rokita Paweł                               | 20                                         | 71                                         | 2                                          | 6                                          | 0                                          | 3,5                                        |
| 6                                          | Jacek Ryszard                              | 20                                         | 53                                         | 4                                          | 11                                         | 1                                          | 2,6                                        |
| 7                                          | Kobiela Łukasz                             | 23                                         | 24                                         | 3                                          | 2                                          | 0                                          | 1,0                                        |
| 8                                          | Zduń Wiesław                               | 23                                         | 19                                         | 11                                         | 21                                         | 1                                          | 0,8                                        |
| 9                                          | Orłow Michał                               | 22                                         | 19                                         | 3                                          | 5                                          | 0                                          | 0,8                                        |
| 10                                         | Piekarczyk Łukasz                          | 13                                         | 3                                          | 0                                          | 1                                          | 0                                          | 0,2                                        |
| 11                                         | Biłko Paweł                                | 4                                          | 3                                          | 0                                          | 0                                          | 0                                          | 0,7                                        |
| 12                                         | Zubik Mateusz                              | 14                                         | 2                                          | 0                                          | 0                                          | 0                                          | 0,1                                        |
| 13                                         | Biłko Krystian                             | 15                                         | 1                                          | 0                                          | 2                                          | 0                                          | 0,07                                       |
| 14                                         | Rokita Piotr                               | 24                                         | 0                                          | 1                                          | 1                                          | 0                                          | 0,0                                        |
| 15                                         | Baliś Tomasz                               | 23                                         | 0                                          | 1                                          | 2                                          | 0                                          | 0,0                                        |
| 16                                         | Walas Zbigniew                             | 14                                         | 0                                          | 0                                          | 0                                          | 0                                          | 0,0                                        |
| 17                                         | Marszycki Filip                            | 3                                          | 0                                          | 0                                          | 1                                          | 0                                          | 0,0                                        |
| 18                                         | Bigaj Szymon                               | 1                                          | 0                                          | 0                                          | 1                                          | 0                                          | 0,0                                        |
| 19                                         | Ciołkosz Radosław                          | 1                                          | 0                                          | 1                                          | 0                                          | 0                                          | 0,0                                        |

| Klasyfikacja strzelców w sezonie 2004/2005 | Klasyfikacja strzelców w sezonie 2004/2005 | Klasyfikacja strzelców w sezonie 2004/2005 | Klasyfikacja strzelców w sezonie 2004/2005 | Klasyfikacja strzelców w sezonie 2004/2005 | Klasyfikacja strzelców w sezonie 2004/2005 | Klasyfikacja strzelców w sezonie 2004/2005 | Klasyfikacja strzelców w sezonie 2004/2005 |
| Lp.                                        | Zawodnik                                   | M                                          | Br                                         | U                                          | 2m                                         | D                                          | Śr                                         |
| ------------------------------------------ | ------------------------------------------ | ------------------------------------------ | ------------------------------------------ | ------------------------------------------ | ------------------------------------------ | ------------------------------------------ | ------------------------------------------ |
| 1                                          | Kruczek Adam                               | 21                                         | 127                                        | 4                                          | 14                                         | 0                                          | 6,0                                        |
| 2                                          | Skoczylas Marcin                           | 22                                         | 113                                        | 5                                          | 10                                         | 1                                          | 5,1                                        |
| 3                                          | Babicz Adam                                | 22                                         | 99                                         | 12                                         | 18                                         | 0                                          | 4,5                                        |
| 4                                          | Bugajski Rafał                             | 22                                         | 91                                         | 8                                          | 16                                         | 0                                          | 4,1                                        |
| 5                                          | Rokita Paweł                               | 22                                         | 59                                         | 3                                          | 4                                          | 0                                          | 2,6                                        |
| 6                                          | Jacek Ryszard                              | 17                                         | 50                                         | 0                                          | 3                                          | 0                                          | 2,9                                        |
| 7                                          | Zduń Wiesław                               | 22                                         | 45                                         | 15                                         | 18                                         | 0                                          | 2,0                                        |
| 8                                          | Ciołkosz Radosław                          | 21                                         | 43                                         | 8                                          | 15                                         | 0                                          | 2,0                                        |
| 9                                          | Kozłowski Grzegorz                         | 18                                         | 22                                         | 4                                          | 6                                          | 0                                          | 1,2                                        |
| 10                                         | Kobiela Łukasz                             | 17                                         | 12                                         | 0                                          | 2                                          | 0                                          | 0,7                                        |
| 11                                         | Podsiadło Damian                           | 17                                         | 9                                          | 0                                          | 3                                          | 0                                          | 0,5                                        |
| 12                                         | Marszycki Filip                            | 9                                          | 6                                          | 4                                          | 4                                          | 0                                          | 0,9                                        |
| 13                                         | Baliś Tomasz                               | 22                                         | 0                                          | 0                                          | 0                                          | 0                                          | 0,0                                        |
| 14                                         | Rokita Piotr                               | 22                                         | 0                                          | 0                                          | 0                                          | 0                                          | 0,0                                        |
| 15                                         | Czak Paweł                                 | 1                                          | 0                                          | 0                                          | 0                                          | 0                                          | 0,0                                        |

| Klasyfikacja strzelców w sezonie 2003/2004 | Klasyfikacja strzelców w sezonie 2003/2004 | Klasyfikacja strzelców w sezonie 2003/2004 | Klasyfikacja strzelców w sezonie 2003/2004 | Klasyfikacja strzelców w sezonie 2003/2004 | Klasyfikacja strzelców w sezonie 2003/2004 | Klasyfikacja strzelców w sezonie 2003/2004 | Klasyfikacja strzelców w sezonie 2003/2004 |
| Lp.                                        | Zawodnik                                   | M                                          | Br                                         | U                                          | 2m                                         | D                                          | Śr                                         |
| ------------------------------------------ | ------------------------------------------ | ------------------------------------------ | ------------------------------------------ | ------------------------------------------ | ------------------------------------------ | ------------------------------------------ | ------------------------------------------ |
| 1                                          | Kruczek Adam                               | 23                                         | 117                                        | 3                                          | 11                                         | 0                                          | 5,0                                        |
| 2                                          | Charuza Tomasz                             | 23                                         | 81                                         | 3                                          | 5                                          | 1                                          | 3,5                                        |
| 3                                          | Bugajski Rafał                             | 20                                         | 72                                         | 6                                          | 6                                          | 2                                          | 3,6                                        |
| 4                                          | Skoczylas Marcin                           | 18                                         | 68                                         | 0                                          | 8                                          | 0                                          | 3,7                                        |
| 5                                          | Rokita Paweł                               | 21                                         | 67                                         | 6                                          | 7                                          | 0                                          | 3,1                                        |
| 6                                          | Jacek Ryszard                              | 14                                         | 55                                         | 1                                          | 9                                          | 0                                          | 3,9                                        |
| 7                                          | Zduń Wiesław                               | 20                                         | 54                                         | 14                                         | 13                                         | 0                                          | 2,7                                        |
| 8                                          | Chmielewski Dariusz                        | 19                                         | 49                                         | 10                                         | 17                                         | 0                                          | 2,5                                        |
| 9                                          | Babicz Adam                                | 16                                         | 39                                         | 3                                          | 9                                          | 1                                          | 2,4                                        |
| 10                                         | Kozłowski Grzegorz                         | 11                                         | 28                                         | 1                                          | 10                                         | 0                                          | 2,5                                        |
| 11                                         | Odynokow Paweł                             | 16                                         | 11                                         | 11                                         | 20                                         | 2                                          | 0,6                                        |
| 12                                         | Podsiadło Damian                           | 19                                         | 5                                          | 2                                          | 6                                          | 0                                          | 0,2                                        |
| 13                                         | Rokita Piotr                               | 23                                         | 0                                          | 0                                          | 0                                          | 0                                          | 0,0                                        |
| 14                                         | Jasic Paweł                                | 20                                         | 0                                          | 0                                          | 0                                          | 0                                          | 0,0                                        |
| 15                                         | Baliś Tomasz                               | 14                                         | 0                                          | 0                                          | 0                                          | 0                                          | 0,0                                        |
| 16                                         | Czak Paweł                                 | 5                                          | 0                                          | 0                                          | 0                                          | 0                                          | 0,0                                        |

| Klasyfikacja strzelców w sezonie 2002/2003 | Klasyfikacja strzelców w sezonie 2002/2003 | Klasyfikacja strzelców w sezonie 2002/2003 | Klasyfikacja strzelców w sezonie 2002/2003 | Klasyfikacja strzelców w sezonie 2002/2003 | Klasyfikacja strzelców w sezonie 2002/2003 | Klasyfikacja strzelców w sezonie 2002/2003 | Klasyfikacja strzelców w sezonie 2002/2003 |
| Lp.                                        | Zawodnik                                   | M                                          | Br                                         | U                                          | 2m                                         | D                                          | Śr                                         |
| ------------------------------------------ | ------------------------------------------ | ------------------------------------------ | ------------------------------------------ | ------------------------------------------ | ------------------------------------------ | ------------------------------------------ | ------------------------------------------ |
| 1                                          | Kruczek Adam                               | 25                                         | 108                                        | 3                                          | 6                                          | 1                                          | 4,3                                        |
| 2                                          | Wróbel Tomasz                              | 19                                         | 99                                         | 10                                         | 11                                         | 0                                          | 5,2                                        |
| 3                                          | Jacek Ryszard                              | 20                                         | 76                                         | 1                                          | 5                                          | 0                                          | 3,8                                        |
| 4                                          | Rokita Paweł                               | 23                                         | 75                                         | 5                                          | 7                                          | 0                                          | 3,2                                        |
| 5                                          | Bugajski Rafał                             | 16                                         | 58                                         | 3                                          | 13                                         | 1                                          | 3,6                                        |
| 6                                          | Charuza Tomasz                             | 23                                         | 56                                         | 3                                          | 5                                          | 0                                          | 2,4                                        |
| 7                                          | Zduń Wiesław                               | 23                                         | 42                                         | 11                                         | 12                                         | 0                                          | 1,8                                        |
| 8                                          | Skoczylas Marcin                           | 22                                         | 40                                         | 3                                          | 5                                          | 0                                          | 1,8                                        |
| 9                                          | Wróbel Łukasz                              | 21                                         | 40                                         | 12                                         | 16                                         | 0                                          | 1,9                                        |
| 10                                         | Odynokow Paweł                             | 23                                         | 24                                         | 13                                         | 23                                         | 1                                          | 1,0                                        |
| 11                                         | Babicz Adam                                | 13                                         | 7                                          | 1                                          | 0                                          | 0                                          | 0,5                                        |
| 12                                         | Chmielewski Dariusz                        | 7                                          | 5                                          | 3                                          | 5                                          | 0                                          | 0,7                                        |
| 13                                         | Podsiadło Damian                           | 8                                          | 3                                          | 1                                          | 4                                          | 0                                          | 0,3                                        |
| 14                                         | Rokita Piotr                               | 25                                         | 0                                          | 0                                          | 0                                          | 0                                          | 0,0                                        |
| 15                                         | Baliś Tomasz                               | 16                                         | 0                                          | 0                                          | 1                                          | 0                                          | 0,0                                        |
| 16                                         | Czak Paweł                                 | 5                                          | 0                                          | 0                                          | 2                                          | 0                                          | 0,0                                        |
| 17                                         | Kosowski Robert                            | 2                                          | 0                                          | 0                                          | 0                                          | 0                                          | 0,0                                        |
| 18                                         | Jarosz Bartłomiej                          | 1                                          | 0                                          | 0                                          | 0                                          | 0                                          | 0,0                                        |
| 19                                         | Pytlik Daniel                              | 1                                          | 0                                          | 0                                          | 0                                          | 0                                          | 0,0                                        |

| Klasyfikacja strzelców w sezonie 2001/2002 | Klasyfikacja strzelców w sezonie 2001/2002 | Klasyfikacja strzelców w sezonie 2001/2002 | Klasyfikacja strzelców w sezonie 2001/2002 | Klasyfikacja strzelców w sezonie 2001/2002 | Klasyfikacja strzelców w sezonie 2001/2002 | Klasyfikacja strzelców w sezonie 2001/2002 | Klasyfikacja strzelców w sezonie 2001/2002 |
| Lp.                                        | Zawodnik                                   | M                                          | Br                                         | U                                          | 2m                                         | D                                          | Śr                                         |
| ------------------------------------------ | ------------------------------------------ | ------------------------------------------ | ------------------------------------------ | ------------------------------------------ | ------------------------------------------ | ------------------------------------------ | ------------------------------------------ |
| 1                                          | Kruczek Adam                               | 26                                         | 95                                         | 5                                          | 9                                          | 0                                          | 3,6                                        |
| 2                                          | Jacek Ryszard                              | 22                                         | 90                                         | 6                                          | 9                                          | 0                                          | 4,0                                        |
| 3                                          | Wróbel Tomasz                              | 10                                         | 77                                         | 4                                          | 6                                          | 0                                          | 7,7                                        |
| 4                                          | Kozłowski Grzegorz                         | 24                                         | 71                                         | 3                                          | 12                                         | 0                                          | 2,9                                        |
| 5                                          | Wodarski Adam                              | 22                                         | 47                                         | 8                                          | 18                                         | 0                                          | 2,1                                        |
| 6                                          | Bugajski Rafał                             | 20                                         | 45                                         | 2                                          | 7                                          | 2                                          | 2,2                                        |
| 7                                          | Rokita Paweł                               | 22                                         | 36                                         | 2                                          | 4                                          | 1                                          | 1,6                                        |
| 8                                          | Zduń Wiesław                               | 25                                         | 32                                         | 10                                         | 15                                         | 1                                          | 1,2                                        |
| 9                                          | Ciołkosz Radosław                          | 15                                         | 31                                         | 2                                          | 8                                          | 0                                          | 2,0                                        |
| 10                                         | Odynokow Paweł                             | 9                                          | 26                                         | 6                                          | 15                                         | 0                                          | 2,8                                        |
| 11                                         | Skoczylas Marcin                           | 21                                         | 20                                         | 5                                          | 4                                          | 0                                          | 0,9                                        |
| 12                                         | Majcherczyk Maciej                         | 19                                         | 18                                         | 0                                          | 5                                          | 0                                          | 0,9                                        |
| 13                                         | Waligóra Miłosz                            | 20                                         | 16                                         | 7                                          | 21                                         | 0                                          | 0,8                                        |
| 14                                         | Kosowski Robert                            | 7                                          | 1                                          | 1                                          | 4                                          | 0                                          | 0,1                                        |
| 15                                         | Marszycki Filip                            | 3                                          | 1                                          | 0                                          | 4                                          | 0                                          | 0,3                                        |
| 16                                         | Góralczyk Piotr                            | 21                                         | 0                                          | 0                                          | 2                                          | 0                                          | 0,0                                        |
| 17                                         | Jasic Paweł                                | 19                                         | 0                                          | 0                                          | 1                                          | 0                                          | 0,0                                        |
| 18                                         | Rokita Piotr                               | 16                                         | 0                                          | 0                                          | 0                                          | 0                                          | 0,0                                        |
| 19                                         | Pytlik Daniel                              | 3                                          | 0                                          | 0                                          | 4                                          | 0                                          | 0,0                                        |

| Klasyfikacja strzelców w sezonie 2000/2001 | Klasyfikacja strzelców w sezonie 2000/2001 | Klasyfikacja strzelców w sezonie 2000/2001 | Klasyfikacja strzelców w sezonie 2000/2001 | Klasyfikacja strzelców w sezonie 2000/2001 | Klasyfikacja strzelców w sezonie 2000/2001 | Klasyfikacja strzelców w sezonie 2000/2001 | Klasyfikacja strzelców w sezonie 2000/2001 |
| Lp.                                        | Zawodnik                                   | M                                          | Br                                         | U                                          | 2m                                         | D                                          | Śr                                         |
| ------------------------------------------ | ------------------------------------------ | ------------------------------------------ | ------------------------------------------ | ------------------------------------------ | ------------------------------------------ | ------------------------------------------ | ------------------------------------------ |
| 1                                          | Jacek Ryszard                              | 14                                         | 154                                        | 9                                          | 14                                         | 0                                          | 6,1                                        |
| 2                                          | Kozłowski Grzegorz                         | 26                                         | 88                                         | 9                                          | 18                                         | 0                                          | 3,3                                        |
| 3                                          | Zduń Wiesław                               | 22                                         | 82                                         | 9                                          | 23                                         | 0                                          | 3,7                                        |
| 4                                          | Bugajski Rafał                             | 22                                         | 59                                         | 3                                          | 16                                         | 0                                          | 2,6                                        |
| 5                                          | Majcherczyk Maciej                         | 24                                         | 53                                         | 4                                          | 5                                          | 0                                          | 2,2                                        |
| 6                                          | Odynokow Paweł                             | 19                                         | 53                                         | 12                                         | 30                                         | 2                                          | 2,7                                        |
| 7                                          | Wodarski Adam                              | 25                                         | 47                                         | 5                                          | 14                                         | 0                                          | 1,8                                        |
| 8                                          | Kruczek Adam                               | 26                                         | 46                                         | 1                                          | 5                                          | 0                                          | 1,7                                        |
| 9                                          | Rokita Paweł                               | 19                                         | 12                                         | 2                                          | 3                                          | 0                                          | 0,6                                        |
| 10                                         | Marszycki Filip                            | 12                                         | 8                                          | 0                                          | 6                                          | 0                                          | 0,6                                        |
| 11                                         | Pytlik Daniel                              | 16                                         | 6                                          | 6                                          | 6                                          | 0                                          | 0,3                                        |
| 12                                         | Adach Piotr                                | 5                                          | 4                                          | 0                                          | 0                                          | 0                                          | 0,8                                        |
| 13                                         | Kosowski Robert                            | 6                                          | 2                                          | 1                                          | 0                                          | 0                                          | 0,3                                        |
| 14                                         | Jasic Paweł                                | 25                                         | 1                                          | 0                                          | 0                                          | 0                                          | 0,04                                       |
| 15                                         | Góralczyk Piotr                            | 26                                         | 0                                          | 0                                          | 2                                          | 0                                          | 0,0                                        |
| 16                                         | Rokita Piotr                               | 7                                          | 0                                          | 0                                          | 0                                          | 0                                          | 0,0                                        |
| 17                                         | Rosocki Mariusz                            | 5                                          | 0                                          | 0                                          | 1                                          | 0                                          | 0,0                                        |
| 18                                         | Pawłowski Rafał                            | 1                                          | 0                                          | 0                                          | 0                                          | 0                                          | 0,0                                        |

| Klasyfikacja strzelców w sezonie 1999/2000 | Klasyfikacja strzelców w sezonie 1999/2000 | Klasyfikacja strzelców w sezonie 1999/2000 | Klasyfikacja strzelców w sezonie 1999/2000 | Klasyfikacja strzelców w sezonie 1999/2000 | Klasyfikacja strzelców w sezonie 1999/2000 | Klasyfikacja strzelców w sezonie 1999/2000 | Klasyfikacja strzelców w sezonie 1999/2000 |
| Lp.                                        | Zawodnik                                   | M                                          | Br                                         | U                                          | 2m                                         | D                                          | Śr                                         |
| ------------------------------------------ | ------------------------------------------ | ------------------------------------------ | ------------------------------------------ | ------------------------------------------ | ------------------------------------------ | ------------------------------------------ | ------------------------------------------ |
| 1                                          | Kozłowski Grzegorz                         | 20                                         | 100                                        | 3                                          | 7                                          | 1                                          | 5,0                                        |
| 2                                          | Jacek Ryszard                              | 18                                         | 89                                         | 11                                         | 23                                         | 0                                          | 4,9                                        |
| 3                                          | Bugajski Rafał                             | 20                                         | 78                                         | 5                                          | 9                                          | 0                                          | 3,9                                        |
| 4                                          | Odynokow Paweł                             | 20                                         | 56                                         | 10                                         | 20                                         | 0                                          | 2,8                                        |
| 5                                          | Kawala Konrad                              | 22                                         | 50                                         | 1                                          | 5                                          | 0                                          | 2,2                                        |
| 6                                          | Zduń Wiesław                               | 21                                         | 48                                         | 12                                         | 13                                         | 0                                          | 2,2                                        |
| 7                                          | Kruczek Adam                               | 22                                         | 39                                         | 2                                          | 9                                          | 0                                          | 1,5                                        |
| 8                                          | Rokita Paweł                               | 20                                         | 30                                         | 1                                          | 4                                          | 0                                          | 1,5                                        |
| 9                                          | Mirek Jacek                                | 10                                         | 26                                         | 5                                          | 12                                         | 1                                          | 2,6                                        |
| 10                                         | Bromboszcz Zbigniew                        | 7                                          | 9                                          | 0                                          | 1                                          | 0                                          | 1,2                                        |
| 11                                         | Marszycki Filip                            | 12                                         | 7                                          | 1                                          | 3                                          | 0                                          | 0,5                                        |
| 12                                         | Rosocki Mariusz                            | 12                                         | 6                                          | 1                                          | 5                                          | 0                                          | 0,5                                        |
| 13                                         | Pytlik Daniel                              | 7                                          | 5                                          | 0                                          | 2                                          | 0                                          | 0,7                                        |
| 14                                         | Celi Mariusz                               | 3                                          | 1                                          | 0                                          | 0                                          | 0                                          | 0,3                                        |
| 15                                         | Malczewski Stanisław                       | 20                                         | 0                                          | 1                                          | 0                                          | 0                                          | 0,0                                        |
| 16                                         | Rokita Piotr                               | 19                                         | 0                                          | 0                                          | 0                                          | 0                                          | 0,0                                        |
| 17                                         | Liszka Witold                              | 3                                          | 0                                          | 0                                          | 0                                          | 0                                          | 0,0                                        |

## Statystyki Klubu
| Najwięcej bramek w MTS Chrzanów | Najwięcej bramek w MTS Chrzanów | Najwięcej bramek w MTS Chrzanów | Najwięcej bramek w MTS Chrzanów |
| Lp.                             | Sezon                           | Imię i nazwisko                 | Bramki                          |
| ------------------------------- | ------------------------------- | ------------------------------- | ------------------------------- |
| 1                               | 2001-...                        | Skoczylas Marcin                | 1955                            |
| 2                               | 1999-2012                       | Kruczek Adam                    | 1359                            |
| 3                               | 1999-2016                       | Bugajski Rafał                  | 903                             |
| 4                               | 1999-2011                       | Rokita Paweł                    | 741                             |
| 5                               | 2009-2022                       | Kirsz Kamil                     | 586                             |
| 6                               | 1999-2006                       | Jacek Ryszard                   | 567                             |
| 7                               | 1999-2009                       | Zduń Wiesław                    | 500                             |
| 8                               | 1999-2009                       | Kozłowski Grzegorz              | 493                             |
| 9                               | 2012-...                        | Skoczylas Dawid                 | 463                             |
| 10                              | 2012-2021                       | Rola Patryk                     | 445                             |

| Najwięcej występów w MTS Chrzanów | Najwięcej występów w MTS Chrzanów | Najwięcej występów w MTS Chrzanów | Najwięcej występów w MTS Chrzanów |
| Lp.                               | Sezon                             | Imię i nazwisko                   | Bramki                            |
| --------------------------------- | --------------------------------- | --------------------------------- | --------------------------------- |
| 1                                 | 2001-...                          | Skoczylas Marcin                  | 378                               |
| 2                                 | 1999-2012                         | Kruczek Adam                      | 271                               |
| 3                                 | 1999-2016                         | Bugajski Rafał                    | 253                               |
| 4                                 | 1999-2011                         | Rokita Paweł                      | 250                               |
| 5                                 | 1999-2011                         | Rokita Piotr                      | 234                               |
| 6                                 | 1999-2009                         | Zduń Wiesław                      | 215                               |
| 7                                 | 2008-2021                         | Stroński Paweł                    | 212                               |
| 8                                 | 2012-...                          | Górkowski Marcin                  | 201                               |
| 9                                 | 2012-...                          | Skoczylas Dawid                   | 174                               |
| 10                                | 2009-2022                         | Kirsz Kamil                       | 173                               |

## Bilans występów
| Sezon     |               |     |     |    |    |    |    |     |     |      |
| Sezon     | Poziom        | Msc | Pkt | M  | Zw | Re | Po | +   | –   | +/−  |
| --------- | ------------- | --- | --- | -- | -- | -- | -- | --- | --- | ---- |
| 1999/2000 | I liga polska | 7   | 21  | 22 | 10 | 1  | 11 | 544 | 551 | -7   |
| 2000/2001 | I liga polska | 6   | 25  | 26 | 11 | 3  | 12 | 615 | 650 | -35  |
| 2001/2002 | I liga polska | 10  | 23  | 26 | 9  | 5  | 12 | 606 | 660 | -54  |
| 2002/2003 | I liga polska | 10  | 25  | 26 | 11 | 3  | 12 | 654 | 671 | -17  |
| 2003/2004 | I liga polska | 7   | 24  | 24 | 12 | 0  | 12 | 656 | 624 | +32  |
| 2004/2005 | I liga polska | 4   | 27  | 22 | 13 | 1  | 8  | 676 | 651 | +25  |
| 2005/2006 | I liga polska | 6   | 26  | 24 | 12 | 2  | 10 | 747 | 716 | +31  |
| 2006/2007 | I liga polska | 6   | 21  | 22 | 10 | 1  | 11 | 618 | 646 | -28  |
| 2007/2008 | I liga polska | 6   | 23  | 22 | 10 | 3  | 9  | 689 | 681 | +8   |
| 2008/2009 | I liga polska | 7   | 21  | 22 | 9  | 3  | 10 | 570 | 565 | +5   |
| 2009/2010 | I liga polska | 8   | 17  | 22 | 8  | 1  | 13 | 636 | 689 | -53  |
| 2010/2011 | I liga polska | 10  | 14  | 22 | 7  | 0  | 15 | 625 | 698 | -73  |
| 2011/2012 | I liga polska | 12  | 8   | 22 | 4  | 0  | 18 | 636 | 723 | -87  |
| 2012/2013 | II liga       | 3   | 28  | 22 | 13 | 2  | 7  | 724 | 653 | +71  |
| 2013/2014 | II liga       | 1   | 33  | 18 | 16 | 1  | 1  | 638 | 472 | +166 |
| 2014/2015 | I liga polska | 12  | 18  | 26 | 8  | 2  | 16 | 681 | 786 | -105 |
| 2015/2016 | I liga polska | 10  | 22  | 26 | 9  | 4  | 13 | 689 | 737 | -48  |
| 2016/2017 | I liga polska | 12  | 20  | 26 | 9  | 2  | 15 | 715 | 767 | -52  |
| 2017/2018 | I liga polska | 11  | 36  | 28 | 11 | 3  | 13 | 821 | 830 | -9   |
| 2018/2019 | I liga polska | 7   | 34  | 22 | 10 | 3  | 9  | 598 | 584 | +14  |
| 2019/2020 | I liga polska | 7   | 21  | 15 | 7  | 0  | 8  | 418 | 410 | +8   |
| 2020/2021 | I liga polska | 10  | 20  | 20 | 5  | 4  | 11 | 486 | 527 | -41  |
| 2021/2022 | I liga polska | 5   | 38  | 22 | 13 | 1  | 9  | 642 | 608 | +34  |
| 2022/2023 | I liga polska | 1   | 47  | 20 | 14 | 3  | 3  | 662 | 556 | +106 |

Legenda
- Msc – Miejsce
- Pkt – Punkty
- M – Meczów
- Zw – Zwycięstwa
- Re – Remisy
- Po – Porażki
- + – Bramki strzelona
- – – Bramki stracone
- -/+ – Różnica bramkowa

## Drużyna w sezonie 2023/2024

### Kadra zawodnicza
| Obecna Kadra | Obecna Kadra         | Obecna Kadra | Obecna Kadra         | Obecna Kadra             |
| Nr           | Nazwisko             | Nar          | Data urodzenia       | Poprzedni klub           |
| Bramkarze    | Bramkarze            | Bramkarze    | Bramkarze            | Bramkarze                |
| ------------ | -------------------- | ------------ | -------------------- | ------------------------ |
| 1            | PLASZCZAK Patryk     | Polska       | 18 lutego 1994       | MKS Padwa Zamość         |
| 16           | SMACIARZ Sławomir    | Polska       | 30 kwietnia 2002     | UMKS-PMOS Chrzanów       |
| 32           | GÓRKOWSKI Marcin     | Polska       | 2 stycznia 1996      | UMKS-PMOS Chrzanów       |
| Skrzydłowi   |                      |              |                      |                          |
| 3            | SKOCZYLAS Bartosz    | Polska       | 17 października 2003 | UMKS-PMOS Chrzanów       |
| 14           | SKOCZYLAS Dawid      | Polska       | 25 września 1995     | UMKS-PMOS Chrzanów       |
| 21           | MALINOWSKI Stanisław | Polska       | 11 grudnia 2003      | SPR Wisła Sandomierz     |
| Rozgrywający |                      |              |                      |                          |
| 4            | WĘGRZYN Kacper       | Polska       | 8 stycznia 1999      | UMKS-PMOS Chrzanów       |
| 7            | HARDZINA Bartosz     | Polska       | 16 stycznia 2001     | UMKS-PMOS Chrzanów       |
| 9            | DOBRZAŃSKI Michał    | Polska       | 25 sierpnia 1999     | UMKS-PMOS Chrzanów       |
| 10           | FRANCZAK Paweł       | Polska       | 4 marca 2003         | UMKS-PMOS Chrzanów       |
| 19           | SKOCZYLAS Marcin     | Polska       | 1 września 1983      | GSPR Gorzów Wielkopolski |
| 20           | RUSIN Jakub          | Polska       | 11 sierpnia 1995     | SPR Wisła Sandomierz     |
| 23           | CIENIEK Kamil        | Polska       | 27 marca 1993        | SPR Grunwald Ruda Śląska |
| 50           | HARDZINA Marcin      | Polska       | 1 kwietnia 2003      | UMKS-PMOS Chrzanów       |
|              | PUT Karol            | Polska       | 29 kwietnia 1999     | KS Viret CMC Zawiercie   |
|              | ROLA Patryk          | Polska       | 07 czerwca 1995      | KS Viret CMC Zawiercie   |
| Obrotowi     |                      |              |                      |                          |
| 11           | CIEŚLIK Mateusz      | Polska       | 8 stycznia 1997      | SPR Grunwald Ruda Śląska |
| 33           | SIECZKA Maciej       | Polska       | 30 stycznia 1993     | SG SPERGAU               |
|              | BECZEK Andrzej       | Polska       | 06 maja 1999         | Olimpia Piekary Śląskie  |

### Przybyli
| Nr | Poz.         | Piłkarz                                  |
| -- | ------------ | ---------------------------------------- |
|    | Rozgrywający | ROLA Patryk (KS Viret CMC Zawiercie)     |
|    | Rozgrywający | PUT Karol (KS Viret CMC Zawiercie)       |
|    | Obrotowy     | BECZEK Andrzej (Olimpia Piekary Śląskie) |
|    |              |                                          |
|    |              |                                          |
|    |              |                                          |
|    |              |                                          |
|    |              |                                          |

### Odeszli
| Nr | Poz.          | Piłkarz                                             |
| -- | ------------- | --------------------------------------------------- |
|    | Skrzydłowy    | CHMIELEWSKI Filip (KS KSZO Ostrowiec Świętokrzyski) |
|    | Obrotowy      | NOWAK Mateusz                                       |
|    | Skrzydłowy    | WÓJCIK Filip                                        |
|    | {{{pozycja}}} |                                                     |
|    | {{{pozycja}}} |                                                     |
|    | {{{pozycja}}} |                                                     |
|    | {{{pozycja}}} |                                                     |
|    | {{{pozycja}}} |                                                     |
|    | {{{pozycja}}} |                                                     |
|    | {{{pozycja}}} |                                                     |
|    | {{{pozycja}}} |                                                     |

### Sztab szkoleniowy
| Sztab szkoleniowy      | Sztab szkoleniowy | Sztab szkoleniowy | Sztab szkoleniowy | Sztab szkoleniowy |
| Imię i nazwisko        | Funkcja w klubie  |                   |                   |                   |
| ---------------------- | ----------------- | ----------------- | ----------------- | ----------------- |
| SZENKEL Sławomir       | I trener          |                   |                   |                   |
| SKOCZYLAS Jarosław     | Kierownik drużyny |                   |                   |                   |
| CHOJOWSKI Kacper       | Fizjoterapeuta    |                   |                   |                   |
| GÓRALCZYK Piotr        | Masażysta         |                   |                   |                   |
| Zarząd klubu           |                   |                   |                   |                   |
| DĘSOŁ MARCIN           | Prezes zarządu    |                   |                   |                   |
| SEREMAK Dariusz        | Wiceprezes        |                   |                   |                   |
| KRÓL Mateusz           | Marketing         |                   |                   |                   |
| PAZDUR Piotr           | Członek zarządu   |                   |                   |                   |
| SKINDEROWICZ Katarzyna | Skarbnik          |                   |                   |                   |
| DUDEK Piotr            | Komisja rewizyjna |                   |                   |                   |
| ORLICKI PIOTR          | Komisja rewizyjna |                   |                   |                   |
| SKOCZYLAS Jarosław     | Komisja rewizyjna |                   |                   |                   |